# BreakingDown
- Breaking Down
- BREAKING DOWN
- ブレイキングダウン

BreakingDown（ブレイキングダウン）は、日本の格闘技イベントおよび同イベントの運営会社。代表取締役は朝倉未来。2021年3月に朝倉発案のもと1分1ラウンドルールのアマチュア総合格闘技大会として設立され、喧嘩自慢、格闘技経験者、元プロ格闘家などのアマチュア選手の出場を中心としながら、現役のプロ格闘家も出場している。主な略称は、BD。
2022年3月に開催された「BreakingDown4」以降はキックボクシングルールを中心とした路線に変更し、開催前には出場選手の選考オーディション制度を導入。オーディションの模様は朝倉未来の公式YouTubeチャンネルで配信され、オーディションから導き出されるストーリー性、エンターテインメント性が人気を集める。一方で、格闘技としての質や出場者の乱暴狼藉などが問題視され、賛否両論を集めている。

## 歴史

### 設立
2021年2月25日、トライフォース赤坂にてBREAKING DOWN設立発表会を開催。発表会では、BREAKING DOWN統括本部長としてレディオブックCEOのYUGO、主催者としてレディオブックCMOの田端信太郎、発起人およびスペシャルアドバイザーとして朝倉未来、スペシャルアドバイザーとして朝倉海、堀鉄平が登場。大会概要として、「1分間最強の男を決める」をコンセプトとした1分1ラウンド制のアマチュア総合格闘技大会であると発表。ラウンド数については、視聴者の反応を見て変えていくとした。
設立発表会の前には第0回大会として、喧嘩自慢であり朝倉未来の友人でもあるYOSHIDAとナンパ系YouTuberでプロ格闘家を目指すゲンキ(ゲンキジャパン)、ラーメン屋開業を目指すYouTuber「麺屋よこはら」とフィジークのプロ選手であるJIN、パフェバーを運営する「あきお」と筋トレ系YouTuberのぷろたんの対戦がそれぞれ模擬試合として行われた。
1分ルールというアイデアは、朝倉未来が『グラップラー刃牙』の作者である板垣恵介との対談で「1分だけの試合があったら面白い」と発言したことや、YouTubeの企画で自身のチャンネルのメンバー同士を1分ルールで真剣勝負させたものを見返したときに「RIZINの下手な選手より試合が面白いということに気づいた」、「1分だと体力の計算がない全力のぶつかり合い」とし、これを興行にしたら面白いのではないかと思ったと話している。また、「1分最強というのにロマンが詰まっている」、「自分を信じ切っている喧嘩自慢に出て欲しい」、「1分間だったらどの格闘技が一番強いのかが興味ある」、「1分なら素人でもプロより強い人がいると思う」と話した。
堀は、BreakingDownで格闘技人口を増やすことで格闘技界のレベルアップを図り、ゆくゆくは1分最強の人がRIZINや海外に挑戦できるようなシステムを作っていきたいと話した。
2021年7月4日、トライフォース赤坂で第1回大会を開催。5月9日に開催予定であったが、コロナ禍の緊急事態宣言によって延期となっていた。大会はメインイベントとして元UFCファイターの菊野克紀と元大相撲力士の野尻和樹の試合、セミファイナルではシバターとシステマ芸人のみなみかわの試合が行われた。全20試合が行われ、第2試合目の川島悠汰がBreakingDown初のKO勝利、セミファイナルのシバターがBreakingDown初の一本勝ちとなった。ベストバウト賞には第2試合目の川島悠汰、第4試合目の田中"エーヤンダー"やんぶ、第12試合目の朝比奈龍希、第14試合目の安井飛馬、第18試合目のゲンキが選出された。なお、第1回大会は会場の契約の都合で刺青が禁止となっていた。
2021年9月26日、第2回大会を開催。メインイベントとして元大相撲力士の坂本正博と元パンクラスチャンピオン三浦広光の試合が行われた。全26試合が行われ、瓜田純士、にっけん君が初出場した。
2021年11月27日、第3回大会を開催。8選手によるミドル級 1Dayトーナメントが行われ、プロレスラーの井土徹也が優勝した。全20試合が行われ、元プロ野球選手の相内誠、俳優の鈴木孝之が出場した。

|  | 準々決勝     | 準々決勝   |          |    | 準決勝 | 準決勝 |  |  | 決勝 | 決勝 |
|  |              |            |          |    |        |        |  |  |      |      |
|  |              |            |          |    |        |        |  |  |      |      |
|  |              |            |          |    |        |        |  |  |      |      |
|  | にっけん君   |            |          |    |        |        |  |  |      |      |
|  |              |            |          |    |        |        |  |  |      |      |
|  | 川島悠汰     | KO         |          |    |        |        |  |  |      |      |
|  | 川島悠汰     | KO         | 川島悠汰 |    |        |        |  |  |      |      |
|  |              |            |          |    |        |        |  |  |      |      |
|  |              | 丸田喬仁   | KO       |    |        |        |  |  |      |      |
|  | リンダマン   | 丸田喬仁   | KO       | 0  |        |        |  |  |      |      |
|  | リンダマン   |            |          | 0  |        |        |  |  |      |      |
|  | 丸田喬仁     | 3          |          |    |        |        |  |  |      |      |
|  | 丸田喬仁     | 3          | 井土徹也 | 2  |        |        |  |  |      |      |
|  |              |            | 井土徹也 | 2  |        |        |  |  |      |      |
|  |              | 丸田喬仁   | 1        |    |        |        |  |  |      |      |
|  | 井土徹也     | 丸田喬仁   | 1        | 3  |        |        |  |  |      |      |
|  | 井土徹也     |            |          | 3  |        |        |  |  |      |      |
|  | 東海準也     | 0          |          |    |        |        |  |  |      |      |
|  | 東海準也     | 0          | 井土徹也 | 3  |        |        |  |  |      |      |
|  |              |            | 井土徹也 | 3  |        |        |  |  |      |      |
|  |              | リンダマン | 0        |    |        |        |  |  |      |      |
|  | 笠井ヨシヒロ | リンダマン | 0        | KO |        |        |  |  |      |      |
|  | 笠井ヨシヒロ |            |          | KO |        |        |  |  |      |      |
|  | カラテマシン |            |          |    |        |        |  |  |      |      |
|  |              |            |          |    |        |        |  |  |      |      |

大会終了後に朝倉未来は、1分間しか試合時間がない中で試合が膠着してしまう、打撃が少なくなってしまうことを問題視し、オーディションを行うことを構想する。激しい打ち合いでの試合こそが選手の成長に繋がり、視聴者を楽しませ、ファンを増やすきっかけになるとする考えを表明した。

### オーディションの導入
2022年1月24日、朝倉未来が自身のYouTubeチャンネルで第4回大会に出場を希望する選手のオーディションを開催することを発表。審査対象として格闘技の技術に加え、戦うことへの情熱や精神を挙げた。また、大会の演出として選手のストーリー性を出していくことが重要と考え、出場全選手の煽りVを導入することを発表。「本当の意味でのスター、みんなが感情移入する選手を作っていきたい」、華やカリスマ性がある選手を見つけ出したいと話した。
オーディションの模様は同年3月に朝倉未来のYouTubeチャンネルで配信され、前年11月20日にABEMAで放送された『朝倉未来にストリートファイトで勝ったら1000万円』に出演した会津の喧嘩自慢である久保田覚、後藤祐樹、モハン・ドラゴン、同番組のオーディションで朝倉未来を挑発してスパーリングでノックアウトされた山田豊二に加え瓜田純士がゲストとして出席した。審査員席には朝倉未来、朝倉海に加え、白川陸斗がスペシャルアドバイザーとして参加。会場にはケージを併設し、「もし喧嘩が起きたらケージで戦ってもらう」とした。
オーディションには50人ほどが参加し、「川越刑務所にいた」というこめお、少林寺拳法で全日本優勝の実績を持つ山川そうき、青汁王子こと三崎優太、「武器を持った男たちを1対10でボコボコにした」という鈴木大輔(10人ニキ)、日本拳法10年のにっけん君、元迷惑系YouTuberのへずまりゅう、安保瑠輝也のYouTubeチャンネルのメンバー「てる」らが参加した。オーディション動画は前編が889万再生、中編は496万再生、後編は736万再生され(2022年12月31日時点)、大会前に対戦者同士の因縁を明確化し、本戦への期待値を上げる企画の構造がフォーマット化された。
オーディションを経て2022年3月21日に開催された「BreakingDown4」（第4回大会）では、メインイベントとして三崎優太と久保田覚の試合、セミファイナルではモハン・ドラゴンと佐々木大の試合が行われた。その他、初出場の啓之輔と前大会のミドル級 1Dayトーナメントで優勝した井土徹也の試合など、全12試合が行われた。大会終了後、朝倉未来は視聴者がキックルールを求めているというデータを基にしてキックルールを多めにしつつ、安井飛馬のようなMMAルールでも面白い試合ができるMMAの選手は育てていきたいと話した。
「BreakingDown5」のオーディションでは、過去大会出場選手の中から運営に選ばれた選手がひな壇に座り、安保瑠輝也のYouTubeチャンネルのメンバーであるジョリーもひな壇に初参加。書類審査を通過した70名が参加し、としぞう、咲人、平石光一、信原空、山本隆寛、ハイメ、チョン・ツーウェイ、啓之輔、大山田涼太郎(醤油ニキ)、細川貴之、飯田将成、仲村光(バン仲村)、ポーランドの刺客らが参加した。また、女性枠が新設され、坂本瑠華、AV女優の白花こう、RIZINガールの青山あいりらが参加し、ゲストとしててんちむ、木下優樹菜、ヘラヘラ三銃士のありしゃんが登場した。オーディションの終盤にはピーター・アーツが登場し、BreakingDownへの出場を仄めかしていた。
2022年7月17日に開催された「BreakingDown5」では、メインイベントとして啓之輔とモハン・ドラゴンの試合が行われた。全21試合が行われ、西谷大成が初出場した。
2022年8月16日に「BreakingDown5.5」を開催。前回大会までのケージではなくリングでの試合となった。メインイベントとしてDJ社長と10人ニキの試合が行われ、DJ社長の提案により初の1分無制限ラウンド(1分インターバル)で行われた。また、初の試みとして「信原空(勾配ニキ)、山岡彬夢」と「べーやん、墨だけニキ」による2on2の試合が行われた。全6試合が行われ、醤油ニキが本戦に初出場した。「BreakingDown5.5」は次回大会の宣伝のための大会として開催され、以降「.5(てんご)」と呼ばれるこのシリーズは、運営による選手選抜により対戦カードが組まれ、伏線回収、延長戦およびスピンオフ大会という位置づけのものとして開催される。

### THE OUTSIDER出身選手の参加
「BreakingDown6」のオーディションでは、ひな壇にヒロヤが初参加。溝口勇児が運営統括として出席し、10人ニキが特別審査員、ぱんちゃん璃奈が女子枠の特別審査員、ひろゆきがアドバイザーとして参加した。応募者2000名の中から約100名が参加し、冨澤大智、虎之介、ジョーブログ、坂口杏里、みらたむ、緒方友莉奈、ちゃんよた、土木ネキ(坂本瑠華)、おでんツンツン男、アドリブまさお、池水達也、梵頭、SATORU、秀虎、舞杞維沙耶らが参加した。また、THE OUTSIDER出身の選手との対抗戦を行うことが発表され、啓之輔、黒石高大、高垣勇二、萩原裕介、樋口武大が登場した。
2022年11月3日に開催された「BreakingDown6」では「THE OUTSIDER vs.BreakingDown 6vs.6対抗戦」が行われ、4勝2敗でBreakingDownが勝利した。メインイベントとして行われた啓之輔と飯田将成の試合では、啓之輔が飯田からダウンを奪われたのちにKO勝利し、「ベストKO賞」を受賞した。また、梵頭と瓜田純士の対戦が「ファイト・オブ・ザ・ナイト」を受賞した。その他BreakingDown CEOのYUGOがバン仲村と対戦し敗北、あお(泉あお)が瀬戸なみと対戦し女性初のKO勝利など、全32試合が行われた。また、試合前日記者会見で対戦相手のアドリブまさおに椅子を投げて攻撃し、左側頭部を負傷させ試合が中止となった件について久保田覚がケージから謝罪した。
2022年12月4日に「BreakingDown6.5」を開催し、メインイベントとしてポーランドの刺客とてるの試合が行われ、全7試合が行われた。審査員として出席した秋山成勲がBreakingDownで日本と韓国の対抗戦を行うことに意欲を示すと、朝倉未来も同意した。
2023年2月付で朝倉未来がBreakingDown代表取締役社長に就任し、板垣雄吾（YUGO）は代表取締役社長を退任しCBO(Chief Branding Officer)兼海外事業代表に就任、溝口勇児がCOO兼国内事業代表に就任した。
「BreakingDown7」のオーディションでは、ひな壇にRIZINファイターのYUSHIが初参加。応募者2600名の中から約150名が参加し、ぬりぼう、本多スイミングスクール、久保田覚、外枦保尋、横田一則、八須拳太郎、はろーあにー、宮里かおり、てる、ベルサイユ理事長、エドポロキング、天田ヒロミ、ノッコン寺田らが参加した。また、K-1との契約を解除した安保瑠輝也が登場し、BreakingDownへの参戦を表明した。

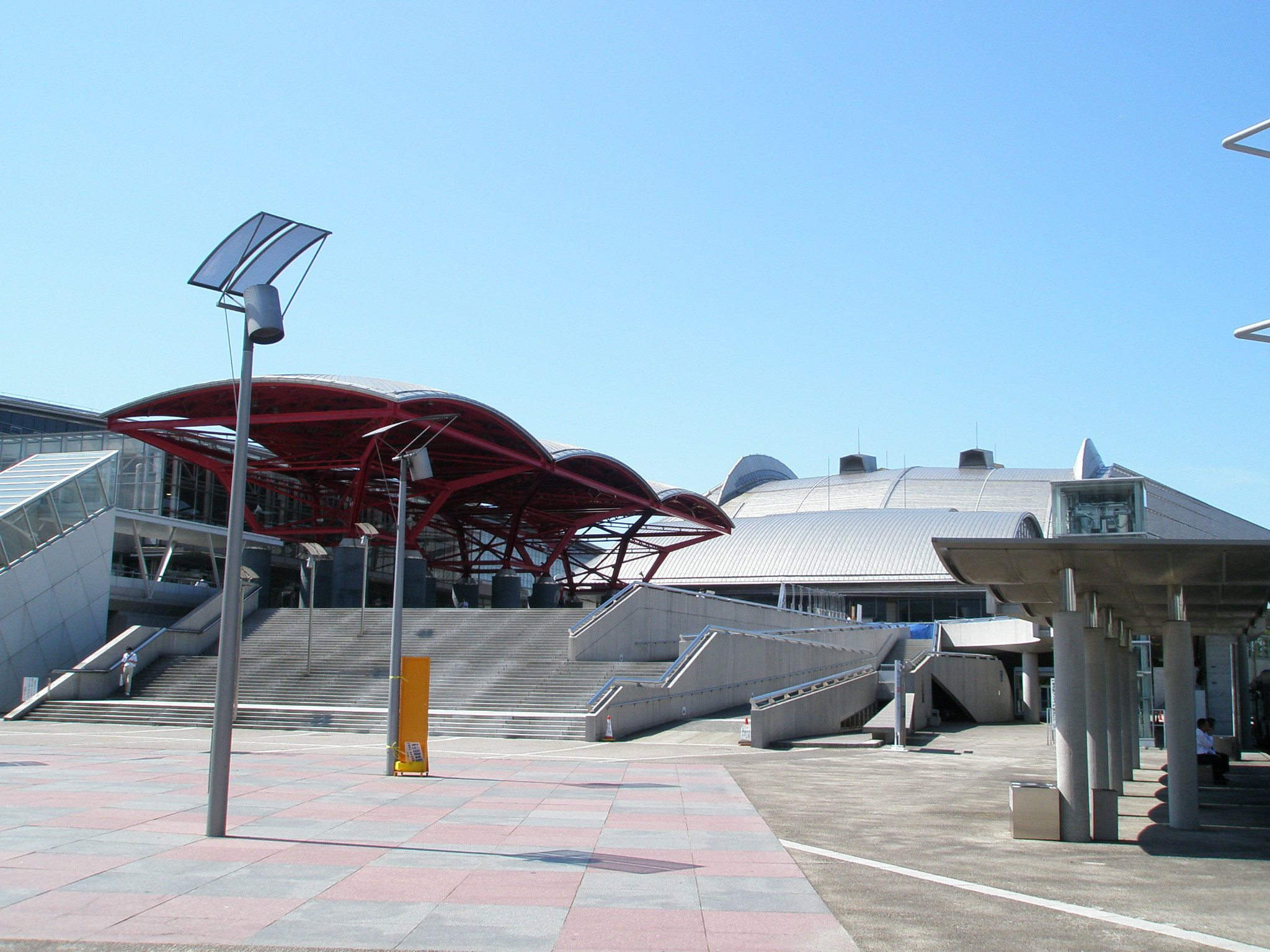
「BreakingDown7」の会場である幕張メッセ

2023年2月19日に幕張メッセで開催された「BreakingDown7」では、メインイベントとして安保瑠輝也とシリル・アビディの試合が1分3ラウンドルールで行われ、計量時の体重差は27kgであった。その他「BreakingDown6」で中止になった久保田覚とアドリブまさおの試合、因縁のあった瓜田純士とバン仲村の試合など全33試合が行われた。ダンチメン・あつき(大野篤貴)が初出場し、KO賞を獲得。てるとの試合が決定していたSATORUが「何者かに襲撃された」と報告した動画を自身のYouTubeチャンネルで公開して無断欠場し、川島悠汰との試合が決定していた飯田将成が交通事故により欠場した。

2023年3月31日に「BreakingDown7.5」を開催し、メインイベントとして「BreakingDown7」で対戦したジョリーと啓之輔の再戦が1分3ラウンドルールで行われた。「BreakingDown7」で啓之輔が判定負けに納得がいかないと主張し、ジョリーも再戦を希望したことにより再戦が決まった。全8試合が行われた。大会終了後、朝倉未来はレベルが高くなってきている、強い人が増えてきているとした上で、以下のように総括した。

### 日韓対抗戦
| ひな壇選手視聴者投票ランキング | ひな壇選手視聴者投票ランキング |
| ------------------------------ | ------------------------------ |
| 1位                            | 飯田将成                       |
| 2位                            | 瓜田純士                       |
| 3位                            | バン仲村                       |
| 4位                            | ぬりぼう                       |
| 5位                            | 信原空                         |
| 6位                            | てる                           |
| 7位                            | 啓之輔                         |
| 8位                            | 10人ニキ                       |
| 9位                            | 樋口武大                       |
| 10位                           | こめお                         |
| 11位                           | ジョリー                       |
| 12位                           | 安井飛馬                       |
| 13位                           | 川島悠汰                       |
| 14位                           | ヒロヤ                         |
| 15位                           | エドポロキング                 |
| 16位                           | ノッコン寺田                   |
| 17位                           | 西谷大成                       |
| 18位                           | 黒石高大                       |

「BreakingDown8」のオーディションでは、ひな壇選手を視聴者投票で選出し、上位18人がひな壇に座った。飯田将成、瓜田純士、バン仲村らが選出され、特別枠として「BreakingDown7.5」で勝利した冨澤大智、外枦保尋斗もひな壇に加わった。また、ランキングに入らなかった過去出場選手でひな壇争奪戦を行い、舞杞維沙耶、山川そうき、としぞうら8名がひな壇に加わった。
| ひな壇争奪戦 | ひな壇争奪戦     |
| 勝者         |                  |
| ------------ | ---------------- |
| 舞杞維沙耶   | ベルサイユ理事長 |
| かまる       | 高垣勇二         |
| 七原嘉輝     | みっくん         |
| 山川そうき   | MASAMUNE         |
| 醤油ニキ     | 山本隆寛         |
| ほっそん     | にっけん君       |
| としぞう     | べーやん         |
| 平石光一     | ハイメ           |

オーディションには関谷勇次郎、ドンマイ川端、西島恭平、井上力斗、河合悠祐、瓜田ジェリア、LARGE HIGH、清水良太郎、YURA、渡部あきのり、松井健、ホール・大雅・レオン、北代祐太、土木ネキ(坂本瑠華)、いわち、泉あおらが参加。また、新たに高校生ブロックが導入され、ひかぴー、OJらが参加した。秋山成勲率いる韓国チームとの日韓対抗戦を行うことも発表され、パク・ウォンシク、キム・ジェフン、ユン・ヒョンビン、Mr.ホンデら韓国の選手が登場し大乱闘になる。また、韓国籍である咲人が韓国チームの選手として出場することを直訴し、韓国チーム入りした。
2023年5月21日に東京ドームシティ内プリズムホールで開催された「BreakingDown8」では、日韓対抗戦が行われ、日本が5勝7敗で韓国に負け越した。メインイベントおよび大将戦として行われた飯田将成とパク・ウォンシクの試合は再延長ラウンドで判定3-2で飯田が勝利した。その他、外枦保尋斗と対戦しKO勝利したYURAがベストKO賞を受賞し、BreakingDown COOの溝口勇児が選手として初出場、ひかぴーとOJによる初の高校生対決など、全30試合が行われた。また、会場の客席では奥野卓志と所沢のタイソン(久保広海)が乱闘を起こし、騒動となっていた。
2023年7月1日に「BreakingDown8.5」を開催し、メインイベントとして超10人ニキとこめおの試合が行われ、当日に1分無制限ラウンドルールとなった。互いに「負けたら引退」を宣言していたが、試合に勝利したこめおが10人ニキの引退回避を朝倉未来に訴え、10人ニキの引退が取り消された格好になった。全7試合が行われた。
2023年7月10日、海外事業を担当していた板垣雄吾（YUGO）が退任。BreakingDownは「板垣氏は既に当社を離れ、今後も経営及び事業への関与はございません。また、板垣氏と当社とは資本関係もございません」とした。
2023年7月13日・14日にBreakingDown9のオーディション参加者の選考会の動画を朝倉海の公式YouTubeチャンネルで公開し、選考基準について朝倉、溝口勇児、瓜田純士が語った。一部の応募者について、主催者側が何を求めているかを分かっていないとし、朝倉は「ストーリー性を一番大事にしたい」、溝口は「本当にこれに人生懸けてるんだっていうことをもうちょっと僕たちに届けて欲しい」、瓜田は「人生を変えたいって漠然と言ってるけれど、何に対してどんなことがあってっていう説明が抜けてる子ももったいないなかった」などと話した。溝口は格闘技未経験の人の応募が増えて欲しいとし、瓜田は「微妙な格闘家枠のヤツって微妙なんですよ。オーディションが絶対に寒くなるので。経歴とかはあの場ではさほど重要じゃないんでね、中途半端なヤツは」、朝倉は「ただ強い人は違う団体に」と話した。

### 喧嘩自慢最強決定戦
「BreakingDown9」のオーディションでは、事前に発表された「喧嘩自慢最強決定戦」の準決勝が行われた。「喧嘩自慢最強決定戦」は、横浜、九州、北関東、大阪の4地域でバンタム級、フェザー級、ライト級、ミドル級、無差別級の喧嘩自慢を1人ずつ集め、それぞれの地域を代表して戦う企画。横浜の監督は黒石高大と高垣勇二、九州の監督はジョリーとバン仲村、北関東の監督は啓之輔と萩原裕介、大阪の監督は瓜田純士とノッコン寺田が務めた。オーディション会場ではチーム大阪とチーム横浜が乱闘になり、萩原と瓜田が口論になる一幕があった。準決勝ではチーム大阪とチーム北関東が勝ち進み、本戦で行われる決勝への進出を決めた。
オーディションでは瓜田純士が特別審査員に就任したことが発表され、応募者2000名の中から約170名が参加し、星野大介、中岸風太、奥野卓志、所沢のタイソン、サップ西成、たつ、レオ、城田純、高江達二、ツルツルジャック、岩元駿介、いーたろ、油浦桃、胡桃そら、坂本瑠華、こまち、泉あおらが参加。高校生ブロックには、武神會源太、セルゲイらが参加した。また、応募者の中からひな壇選手のなかで特に標的にされたこめお、樋口武大、冨澤大智の3名が別室でモニタリングし、面談形式で対戦相手を決める企画も行われ、樋口にはサカキマキオ、森、冨澤にはかずきんぐ、竜毅、こめおには瓜田ジェリアらが対戦を希望していた。ピーター・アーツとアーネスト・ホースト率いる欧州連合との対抗戦を行うことも発表され、ヨーロッパの選手に加えジェロム・レ・バンナ、ボブ・サップ、アルバート・クラウスも登場し、乱闘に発展した。
2023年8月26日にアリーナ立川立飛で開催された「BreakingDown9」では、「日韓連合vs欧州連合」が行われ、キム・ジェフンとジェロム・レ・バンナの試合がメインイベントおよび大将戦として行われた。チーム大阪(シェンロン、リキ、ダイスケ、シモミシュラン、爆音那智)とチーム北関東(尾田優也、大澤空、細川一颯、小林健太、仲野南斗)による「喧嘩最強決定戦」決勝はチーム大阪が3勝2敗で勝利した。その他ノッコン寺田とボブ・サップ、西谷大成とアルバート・クラウス、奥野卓志と所沢のタイソンの試合など、全32試合が行われた。なお、かずきんぐと対戦して敗北したこめおは、試合後に全ての活動を無期限で休止することを発表した。
2023年10月8日に「BreakingDown9.5」を開催し、メインイベントとしてシェンロンとレオの試合が1分無制限ラウンドルールで行われた。全7試合が行われた。
2023年10月25日、朝倉未来のYouTubeチャンネルで動画『全国の喧嘩自慢100人の頂点決めてみた』が公開され、100人の喧嘩自慢の中からトーナメントを勝ち抜いた1名にBreakingDownとの年間契約および1000万円を与えることが発表された。「BreakingDown9」でチーム北関東の選手として出場した細川一颯がよーでぃーとの延長4回に及ぶ決勝戦を制して優勝した。よーでぃーが準優勝、安藤叶華、布谷天志がベスト4まで勝ち進んだ。また、29日には「BreakingDown10」の本戦出場を懸けた喧嘩自慢の合宿の模様も公開され、喧嘩自慢100人企画に参加した松本樹希(サイコ松本)、江口響、ダイスケ、安藤叶華、須藤大輝、サカキマキオ、原田温和の7名が参加した。
なお、女子枠について朝倉未来は「BreakingDown9」の対戦カード発表の際に需要や方向性について悩んでいることを明かし、2023年11月に過去出場選手であり「朝倉未来1年チャレンジ」2期生であるせりなのYouTubeチャンネルに出演した際にも「女子枠が求められていない感がある」、「無理して乱闘して見るに堪えない」などと話した。

### バンタム級トーナメント
「BreakingDown10」のオーディションでは、「第2回喧嘩最強決定戦」の準決勝が行われた。「第2回喧嘩最強決定戦」には愛知・豊橋、兵庫・姫路、東京・足立、埼玉・大宮の4チームが出場し、愛知・豊橋の監督は西谷大成と宮島翔、兵庫・姫路の監督は安保瑠輝也とヒロヤ、東京・足立の監督は樋口武大と秀虎、埼玉・大宮の監督はYA-MANと冨澤大智が務めた。準決勝では埼玉・大宮と愛知・豊橋が勝ち進み、本戦で行われる決勝への進出を決めた。また、「第1回喧嘩最強決定戦」で因縁があった瓜田純士と萩原裕介の対戦が決定した。
オーディションにはSATORU、サップ西成、アンディ南野、村田将一、カンジらが参加。「BreakingDown7」で無断欠場したSATORUが冒頭で謝罪し、その後SATORUがサップ西成を挑発したことで、サップ西成を慕う大阪の選手らが一挙にSATORUに襲いかかる大乱闘に発展した。また、THE OUTSIDER出身の啓之輔、黒石高大、関谷勇次郎、高垣勇二と、前述の合宿参加者のダイスケ、安藤叶華、サカキマキオ、須藤大輝との対戦が発表され、THE OUTSIDER出身の選手は「負けたら引退」を宣告されての出場となった。
プロ格闘家との対抗戦および「バンタム級王者決定戦」を行うことも発表され、プロ格闘家の杉本祥、SAIGO、才賀紀左衛門、邪鬼将矢、大威が登場。「バンタム級王者決定戦」は、過去の戦績から冨澤大智、ダンチメン・あつき、虎之介、西島恭平のバンタム級トーナメント出場が決定。その他14名の中から4名を決める予選が行われ、山川そうき、かずきんぐ、秋元優也に加え「第2回喧嘩最強決定戦」で東京・足立の代表選手として出場した井原良太郎が勝利し、トーナメント出場者が決まった。「BreakingDown10」の前日記者会見では西島が怪我により辞退し、としぞうが繰り上げ出場となったことが発表され、冨澤が「BreakingDown11」で行われる準決勝でのトーナメントの組み直しを提案した。
2023年11月23日にさいたまスーパーアリーナ・コミュニティアリーナで開催された「BreakingDown10」では、「バンタム級トーナメント」の準々決勝が行われ、冨澤大智、ダンチメン・あつき、井原良太郎、山川そうきが準決勝への進出を決めた。なお、冨澤の試合後、冨澤の発言に怒った井原が冨澤に詰め寄る場面があった。埼玉・大宮代表(きょうすけ、メカ君、金森雄大、金城、ホール・大雅・レオン)と愛知・豊橋代表(柴田龍輝、林拓未、ヴィニシウス、宮島翔、河上ブルーノ)による「第2回喧嘩最強決定戦」決勝は埼玉・大宮代表が4勝1敗で勝利した。その他、YURA、外枦保尋斗、細川一颯がプロ対抗戦でKO勝利、引退を賭けて出場した黒石高大の敗北など、全27試合が行われた。
| BreakingDown Award 2023             | BreakingDown Award 2023                        |
| ----------------------------------- | ---------------------------------------------- |
| 年間最優秀選手賞                    | 細川一颯                                       |
| 年間最高試合賞                      | 瓜田純士 vs バン仲村                           |
| 年間BEST KO賞                       | 啓之輔（vs飯田将成）                           |
| BreakingDream賞                     | こめお                                         |
| NEXT BREAK賞                        | 西島恭平                                       |
| BEST PHRASE賞                       | ぬりぼう 「昇った太陽2度と沈まなくなりますよ」 |
| GET OVER賞 〜逆境を乗り越えた方へ〜 | 外枦保尋斗                                     |
| 功労賞                              | 萩原裕介                                       |
| 技能賞                              | 冨澤大智（vs虎之介) / 膝                       |
| 敢闘賞                              | 川島悠汰                                       |
| 敢闘賞                              | 10人ニキ                                       |
| 敢闘賞                              | としぞう                                       |

2023年12月7日、表彰式「BreakingDown Award 2023」を開催し、年間最優秀選手賞に細川一颯、年間最高試合賞に瓜田純士、バン仲村(「BreakingDown7」)、年間BEST KO賞に啓之輔(「BreakingDown5」飯田将成戦)などが選出された。

### 地下格闘技レジェンド対抗戦
「BreakingDown11」のオーディションでは、野田蒼、最希んぐ、山本大雅（足ポキニキ）、よしきまる、有馬雄生、むらけん、阿部泰斗、橋本七生、RYOTA、江畑秀範、金田一孝介、明月院秀政らが参加。また、安保瑠輝也が登場し、以前から揉めているというスダリオ剛とのBreakingDownでの対戦を希望した。前年4月に安保がMMAについて「視聴者目線からすれば面白いかな？と思って。男同士がゴロゴロ寝転がって、俺はつまらないと思うんですよね」、「MMAファンめっちゃ怒ってる笑。床でゴロゴロするより俺の試合は面白いからぶっ倒すところ楽しみにしとけよ」と発言し、スダリオがそれに反論したことが対立のきっかけだという。オーディションではスダリオと電話で出場交渉を試みるも条件がまとまらず、BreakingDownでの対戦は保留となった。
応募者の中からひな壇選手のなかで特に標的にされたレオ、虎之介、10人ニキの3名が別室でモニタリングし、面談形式で対戦相手を決める企画も行われ、レオには咲人、虎之介にはフアン・ホセ・ランダエタ、10人ニキにはぬりぼう、サイトウ、チョン・ツーウェイらが対戦を希望していた。また、レオがSNSなどで敵視していたエンセン井上が登場し、タックルしてきたレオを締め上げる一幕があった。エンセンは、「やっぱり若いから根性の方が頭より超えちゃう。それ格好良い。選手としていいこと。ただ、生きるためにもうちょっと根性抑えて、頭を使った方がいい」などと説いていた。
「地下格闘技レジェンド対抗戦」および「喧嘩最強決定戦」の第1回、第2回勝利チームである大阪と埼玉・大宮の対戦も発表された。「地下格闘技レジェンド対抗戦」の選手としてヒロ三河、貴aka悪魔王子、大島渓太郎、前田島純、間宮晃仁が登場した。その他、西谷大成とYURA、樋口武大にMMAルールで勝利したカンジと安井飛馬の対戦も決定した。前回大会から開始したバンタム級トーナメントは本戦で準決勝、決勝を行うことを発表。ダンチメン・あつきと決勝で対戦したいという冨澤大智の要望によりトーナメントが組み替えられ、山川そうきとダンチメン・あつき、井原良太郎と冨澤が準決勝で対戦することが決まった。その後、冨澤が怪我で欠場となったため、代役として西島恭平が準決勝に出場となった。
2024年2月18日に東京ドームシティ内プリズムホールで開催された「BreakingDown11」では、「バンタム級トーナメント」の準決勝、決勝が行われ、決勝で井原良太郎がダンチメン・あつきにKO勝利し、初代バンタム級チャンピオンとなった。勝利後のマイクでは冨澤をケージに呼び寄せ、「見たかこの野郎。ぶっ飛ばされる準備しとけよ」などと挑発した。それを受けて冨澤は「これでちょっとは勝負論出たんですかね」などとコメントした。

|  | 準々決勝           | 準々決勝           |                |    | 準決勝 | 準決勝 |  |  | 決勝 | 決勝 |
|  |                    |                    |                |    |        |        |  |  |      |      |
|  | BreakingDown10     |                    |                |    |        |        |  |  |      |      |
|  |                    |                    |                |    |        |        |  |  |      |      |
|  | 山川そうき         | TKO                |                |    |        |        |  |  |      |      |
|  | 山川そうき         | TKO                | BreakingDown11 |    |        |        |  |  |      |      |
|  | 秋元優也           |                    |                |    |        |        |  |  |      |      |
|  | 山川そうき         | 0                  |                |    |        |        |  |  |      |      |
|  | 山川そうき         | 0                  | BreakingDown10 |    |        |        |  |  |      |      |
|  |                    | ダンチメン・あつき | 5              |    |        |        |  |  |      |      |
|  | 井原良太郎         | ダンチメン・あつき | 5              | KO |        |        |  |  |      |      |
|  | 井原良太郎         |                    | BreakingDown11 | KO |        |        |  |  |      |      |
|  | かずきんぐ         |                    |                |    |        |        |  |  |      |      |
|  | 井原良太郎         | KO                 |                |    |        |        |  |  |      |      |
|  | 井原良太郎         | KO                 | BreakingDown10 |    |        |        |  |  |      |      |
|  |                    | ダンチメン・あつき |                |    |        |        |  |  |      |      |
|  | ダンチメン・あつき | 5                  |                |    |        |        |  |  |      |      |
|  | ダンチメン・あつき | 5                  | BreakingDown11 |    |        |        |  |  |      |      |
|  | としぞう           | 0                  |                |    |        |        |  |  |      |      |
|  | としぞう           | 0                  | 井原良太郎     | 5  |        |        |  |  |      |      |
|  | BreakingDown10     |                    | 井原良太郎     | 5  |        |        |  |  |      |      |
|  |                    | 西島恭平           | 0              |    |        |        |  |  |      |      |
|  | 冨澤大智           | 西島恭平           | 0              | KO |        |        |  |  |      |      |
|  | 冨澤大智           |                    |                | KO |        |        |  |  |      |      |
|  | 虎之介             |                    |                |    |        |        |  |  |      |      |
|  |                    |                    |                |    |        |        |  |  |      |      |

「喧嘩最強決定戦」第1回優勝チームの大阪代表と第2回優勝チームの埼玉・大宮代表による対抗戦は3勝2敗で大阪代表が勝利したが、大将戦は大宮代表のホール・大雅・レオンの右肩脱臼によるTKO負けであったことにより、大阪代表の監督である瓜田純士は「終わり方が腑に落ちない」として再戦を運営に要請した。その他、「地下格闘技レジェンド対抗戦」、元パンクラス・ライト級1位の金田一孝介と元大相撲小結の明月院秀政による体重差57.5kgの試合など、全29試合が行われた。松井健と江畑秀範の試合では、江畑が転倒したところに松井が踏みつけを行い注意を受けていた。試合後にも松井陣営と江畑陣営が口論になり、揉み合い、松井による江畑の襲撃に発展した。
2024年3月8日にダイスケ、シェンロン、サップ西成、16日にチョン・ツーウェイ、18日にサカキマキオが逮捕される。出場選手に逮捕者が相次いだことから、批判や苦言が集中した。
2024年3月30日に「BreakingDown11.5」を開催し、メインイベントとしてフアン・ホセ・ランダエタと虎之介の再戦が1分無制限ラウンドルールで行われた。ランダエタと虎之介は「BreakingDown11」の試合でバッティングによるノーコンテストとなったことから再戦が決まった。「喧嘩最強決定戦」の大阪代表と埼玉・大宮代表の大将戦の再戦も行われ、大宮代表のホール・大雅・レオンが勝利したことにより、埼玉・大宮が「喧嘩最強決定戦」優勝となった。また、江畑秀範を襲撃したことが問題となった松井健および松井のセコンドであった誠の制裁マッチも行われ、金田一孝介が松井、シモミシュランが誠に勝利した。よしきまると対戦予定であったカンジが怪我で欠場し、かずきんぐが出場。ネット上で対立していたBreakingDownのラウンドガールである花咲れあと浦西ひかるの対戦が決定していたが、花咲の棄権により中止。追加カードとして決定したむらけんと初出場のカウアン・オカモトの試合など、全10試合が行われた。なお、4月に金田一は江畑の挑戦を受け、朝倉未来の仲介によりJAPAN TOP TEAMで対戦したものが朝倉未来のYouTubeチャンネルで配信された。

### 安保瑠輝也 vs スダリオ剛
「BreakingDown12」のオーディションでは、sakkki、サイコ松本、安保ソラ、赤パンニキ、ゆうと、我龍真吾、殴られ屋ウルスらが参加し、こめおがひな壇に復帰した。また、スダリオ剛が登場し、安保瑠輝也との争いにけじめをつけにきたと話すと、安保も登場して口論に発展。スダリオはRIZINとの契約の問題でBreakingDownに出場することが難しいと話すと、朝倉未来は「僕が榊原さんに言えば出れると思いますよ」と提案してBreakingDownでの対戦を仮決定し、許可が降りなかったら取りやめにするとした。
バンタム級チャンピオンの井原良太郎と挑戦者・冨澤大智によるタイトルマッチが決定し、「BreakingDown10」で引退を賭けて敗北した黒石高大と瓜田純士の対戦が決定。久保田かずのぶ (とろサーモン)が推薦したお笑い芸人のこゝろ荒木は地下格闘技団体「益荒男」の元王者である阿部泰斗との対戦が決定。RIZINへの出場を目指すジョリーはRIZINファイターのYUSHIを対戦相手に指名し、MMAルールでの試合が決定。特別企画として、全国各地で名を知らしめている喧嘩自慢をスカウトしてBreakingDownへの出場を依頼する「刃牙企画」が開始し、北九州から生田侑希、大阪から寿希也が登場し、生田はヒロ三河と、寿希也は貴aka悪魔王子との対戦が決定。
「ライト級トーナメント」を行うことも発表され、過去の戦績からミスター・ホンデ、YURA、外枦保尋斗、たつに加え、オーディションのスパーリングでKOしたLARGE HIGHのトーナメント出場が決定。その他6名の中から3名を決める予選が行われ、秀虎、NAO、山本隆寛が勝利し、トーナメント出場者が決まった。
後日、朝倉未来が安保瑠輝也とスダリオ剛の試合をBreakingDownで組むことをRIZIN代表の榊原に直談判する動画を自身のYouTubeチャンネルで公開。榊原はオーディションでの安保とスダリオの一連の対立を見た上で「そこまで盛り上げちゃってるんだから、やるしかないじゃんとオレは思うよ」と話し、スダリオの出場を承諾した。

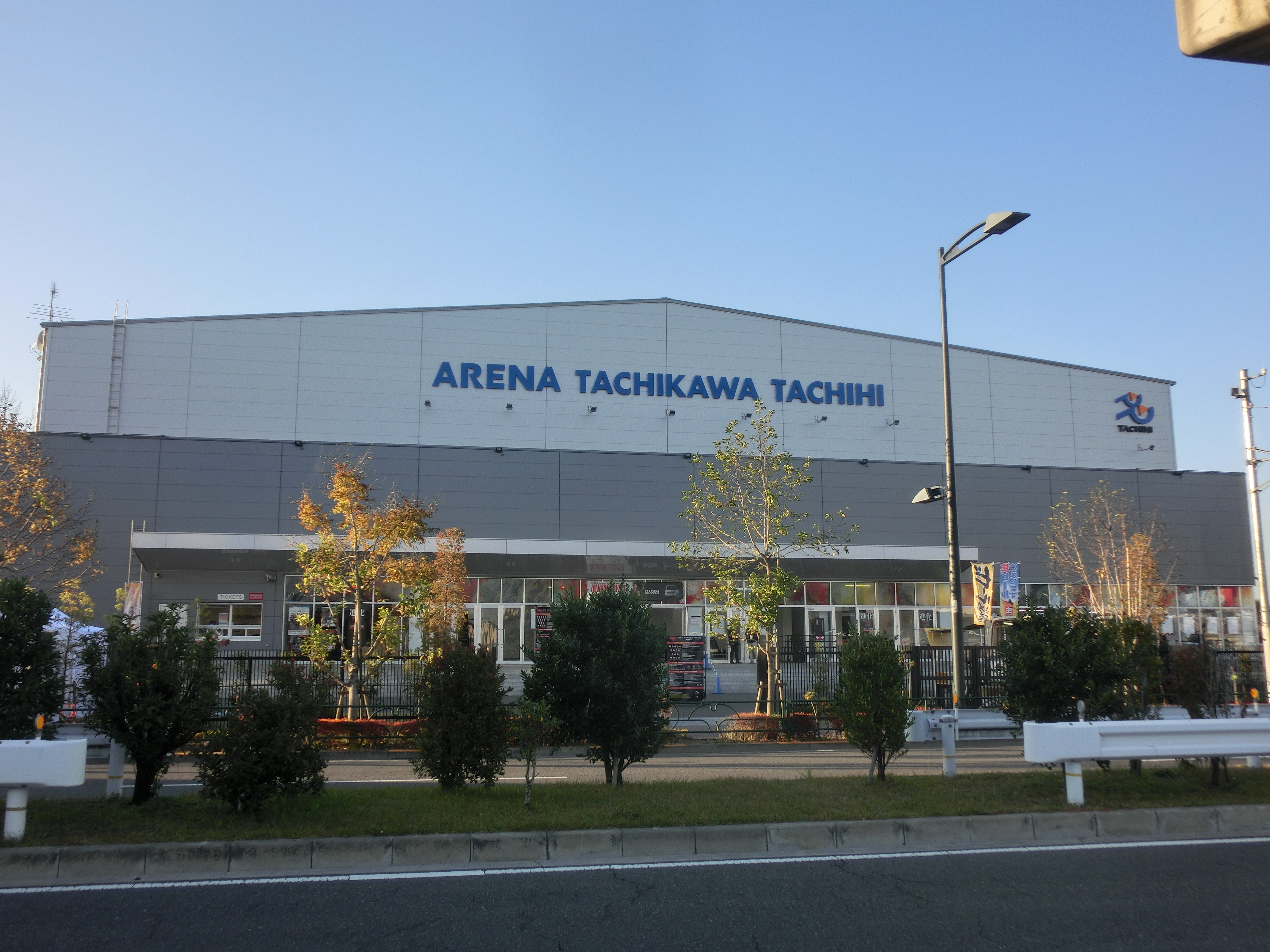
「BreakingDown12」の会場であるアリーナ立川立飛

2024年6月2日にアリーナ立川立飛で開催された「BreakingDown12」では、メインイベントとして安保瑠輝也とスダリオ剛の試合が行われ、前日計量では44kgの体重差であった。セミファイナルではバンタム級チャンピオンの井原良太郎と挑戦者・冨澤大智のタイトルマッチが行われ、井原がタイトル初防衛に成功した。「ライト級トーナメント」の準々決勝では、YURA、NAO、山本隆寛、たつが勝利し、「BreakingDown13」で行われる準決勝への進出を決めた。その他、MMA完全決着ルールによるジョリーとYUSHIの試合など、全23試合が行われた。なお、SATORUとてるの試合後、勝利したSATORUのセコンドについていた間宮晃仁が、負傷して手当を受けているてるを通りがかりに指差し、「見てごらん。ナイスです！」などと嘲笑したことがてるの師匠である安保瑠輝也らの怒りを買い、問題行為であると指摘された。
2024年6月15日、BreakingDownで公式レフェリーを務めていた鬼木貴典が死去。鬼木は5月18日に末期がんにより余命2ヶ月であることを公表。これを受け、BreakingDownは鬼木の自由診療にかかる費用をクラウドファンディングで募り、約4500万円を集め、BreakingDown COOの溝口勇児は、「治療後の余った資金に関しては『認定NPO法人日本こども支援協会』に寄付させていただきます」と発表していた。
2024年6月28日に「BreakingDown12.5」を開催し、メインイベントとしてバンタム級チャンピオンの井原良太郎と山川そうきの対戦がノンタイトル戦として行われた。この対戦は、「BreakingDown12」終了後にネット上で井原に金銭トラブルおよび詐欺の疑いがあるとして騒動となり、山川が井原をXで批判したことが因縁となって決まった。その他、間宮晃仁の制裁マッチなど、全8試合が行われた。

### ライト級トーナメント
「BreakingDown13」のオーディションでは、応募者2000名の中から約100名が参加し、ナオキ、にっけん君、幕大輔、しょーや、タイセイ、西垣龍志、徳田洋、ちぃたん☆らが参加した。「刃牙企画」の選手として沖縄から龍志、筋トレBIG3で600kg超の玄太郎が登場。また、K-1元王者の木村"フィリップ"ミノルがBreakingDownで安保瑠輝也と対戦することを要望し、安保との対戦が組まれるまでBreakingDownの選手との試合も引き受けると話した。
イジメられた過去がある人に焦点を当てた企画「蜘蛛の糸」が行われ、七瀬嘛雪璃、さわむー、Yoshihitoが参加。イジメられた過去を克服したいと主張する3人に対し、瓜田純士は「過去の恐怖、自分が受けた痛みは必ず人生の"足かせ"になる」、「どうすればいいかっていうと、自分の過去を越えるしかないんだよ。荒療治だけど自分たちで越えるしかない」などと話した。続いて貴a.k.a悪魔王子は「俺、元々さ、いじめっ子なのよ。おめえら、いじめられっこだろ？ちょっとやってみるか。俺とやって克服しろ」と話し、瓜田、悪魔王子と七瀬、さわむー、Yoshihitoの2対3での試合が決定した。
アメリカ合衆国対抗戦を行うことも発表され、井原良太郎とメミー・ゴンザレス、川島悠汰とナチョ、細川一颯とサムライ、SATORUとナサン・マーティン、ポーランドの刺客とサイコの試合が決定。アメリカ側の要望により、井原と細川はMMAルールでの対戦となった。ライト級トーナメントは本戦で準決勝、決勝を行うことを発表。
2024年9月1日に「BreakingDown13」をアリーナ立川立飛で開催。なお、台風10号の接近の影響で前日に予定されていた記者会見と公開計量は当日に行われた。大会では「ライト級トーナメント」の準決勝、決勝が行われ、決勝でNAOが山本隆寛に勝利し、初代ライト級チャンピオンとなった。準決勝のYURAと山本隆寛の対戦では、優勝候補と目されていたYURAに山本が勝利し番狂わせと評された。

|  | 準々決勝         | 準々決勝       |                |    | 準決勝 | 準決勝 |  |  | 決勝 | 決勝 |
|  |                  |                |                |    |        |        |  |  |      |      |
|  | BreakingDown12   |                |                |    |        |        |  |  |      |      |
|  |                  |                |                |    |        |        |  |  |      |      |
|  | たつ             | KO             |                |    |        |        |  |  |      |      |
|  | たつ             | KO             | BreakingDown13 |    |        |        |  |  |      |      |
|  | 外枦保尋斗       |                |                |    |        |        |  |  |      |      |
|  | たつ             |                |                |    |        |        |  |  |      |      |
|  | BreakingDown12   |                |                |    |        |        |  |  |      |      |
|  |                  | NAO            | KO             |    |        |        |  |  |      |      |
|  | NAO              | NAO            | KO             | 5  |        |        |  |  |      |      |
|  | NAO              |                | BreakingDown13 | 5  |        |        |  |  |      |      |
|  | ミスター・ホンデ | 0              |                |    |        |        |  |  |      |      |
|  | ミスター・ホンデ | 0              | NAO            | 5  |        |        |  |  |      |      |
|  | BreakingDown12   |                | NAO            | 5  |        |        |  |  |      |      |
|  |                  | 山本隆寛       | 0              |    |        |        |  |  |      |      |
|  | 山本隆寛         | 山本隆寛       | 0              | KO |        |        |  |  |      |      |
|  | 山本隆寛         | BreakingDown13 |                | KO |        |        |  |  |      |      |
|  | 秀虎             |                |                |    |        |        |  |  |      |      |
|  | 山本隆寛         | 5              |                |    |        |        |  |  |      |      |
|  | 山本隆寛         | 5              | BreakingDown12 |    |        |        |  |  |      |      |
|  |                  | YURA           | 0              |    |        |        |  |  |      |      |
|  | YURA             | YURA           | 0              | 5  |        |        |  |  |      |      |
|  | YURA             |                |                | 5  |        |        |  |  |      |      |
|  | LARGE HIGH       | 0              |                |    |        |        |  |  |      |      |
|  | LARGE HIGH       | 0              |                |    |        |        |  |  |      |      |

アメリカ合衆国対抗戦では井原、川島、細川、SATORUが勝利し、日本が4勝1敗で勝ち越した。その他、啓之輔と幕大輔の元THE OUTSIDER王者対決、メカ君とタイセイによるBreakingDown初のベアナックル・ルールの試合、瓜田純士、貴aka悪魔王子と七瀬嘛雪璃、さわむー、Yoshihitoによるイジメ克服企画の試合など、全22試合が行われた。
2024年10月5日に「BreakingDown13.5」を開催し、メインイベントとして「瓜田純士ZERO超レボリューション」と「超10人ニキブルー100倍界王拳」(以下、10人ニキ)の試合が行われ、10人ニキがダウンを奪い、判定で勝利した。試合後、バン仲村がケージに登場し「BreakingDown14」での10人ニキとの対戦を要求。朝倉未来の許可を得て対戦が決定した。その他ベアナックル・ルールの試合が3試合、かずきんぐとサイコ松本の試合など、全9試合が行われた。なお、対戦カード発表記者会見では出場選手が5名欠席したことについて朝倉未来が憤りを表明した。試合前日記者会見では、計量で虎之介が1.95kg体重オーバーしたことで対戦相手のケオンが激怒し、乱闘になる一幕があった。

### フェザー級 1Dayトーナメント
「BreakingDown14」のオーディションでは、知念勝太、金森雄大、サップ西成、三河拳士、なぎ、マゾくん、ミニGACKT（TATSUYA）、安保璃紅、杉村昂汰、ZENKI、小宮山工介らが参加。飯田将成を標的としていたSATORUが飯田の不参加について怒りを露わにすると、COOの溝口がSATORUの対戦相手に名乗りを上げ、両者の対戦が決定。飯田はオーディション前にXで出場を匂わせる投稿をしていたことから、参加が期待されていた。なお、井原良太郎も飯田が出席しなかった件について怒りを露わにする動画をオーディション後に自身のYouTubeで公開し、賛否両論となっていた。
フェザー級 1Dayトーナメントを行うことが発表され、UFCに出場経験があるタイソン・ナム（アメリカ）、キャメロン・エルス（イギリス）、ONEに出場経験があるピーター・ダネソ（タイ）、LFAに出場経験があるアラン・べゴッソ（ブラジル）の出場が発表された。BreakingDownの選手からは井原良太郎、細川一颯、NAO、YURAが選出され、井原とナム、YURAとダネソ、細川とべゴッソ、NAOとエルスがそれぞれ1回戦で対戦することが決定した。
こめおが引退試合を行うことを発表し、「自分と重なる部分があった」として対戦相手にBreakingDownを出禁になっているレオを指名した。井原とのバンタム級タイトルマッチで敗北して以降、消息不明となっていた冨澤大智が復帰。冨澤に対しよーでぃー、よしきまるらが対戦を望むと乱闘に発展。よーでぃーとよしきまるによるスパーリングが行われ、勝利したよしきまるが冨澤と対戦することが決まった。
「格闘技歴1年未満トーナメント」として8選手によるトーナメント戦が行われ、決勝で齊藤勇貴と野々村壮太が対戦し、齊藤が優勝した。また、9月に朝倉未来のYouTubeチャンネルで行われた「ヌルヌルローション総合格闘技対決」の女子版として「ヌルヌル女王決定戦」が行われ、志築杏里とあちゅ、藤戸さゆりと小島みゆがそれぞれ対戦した。
2024年12月8日にさいたまスーパーアリーナ・コミュニティアリーナで開催された「BreakingDown14」では、8選手によるフェザー級 1dayトーナメントが行われ、1回戦で井原良太郎が元UFCファイターのタイソン・ナムにKO勝利、細川一颯がYURAに敗北し初黒星、NAOが元UFCファイターのキャメロン・エルスにKO勝利、準決勝で井原がYURAに敗北し初黒星、リキがNAOに敗北し初黒星、決勝でYURAがNAOにKO勝利し、優勝。YURAがBreakingDown初代フェザー級王者となった。
|  | 1回戦              | 1回戦 |            |    | 準決勝 | 準決勝 |  |  | 決勝 | 決勝 |
|  |                    |       |            |    |        |        |  |  |      |      |
|  |                    |       |            |    |        |        |  |  |      |      |
|  |                    |       |            |    |        |        |  |  |      |      |
|  | タイソン・ナム     |       |            |    |        |        |  |  |      |      |
|  |                    |       |            |    |        |        |  |  |      |      |
|  | 井原良太郎         | KO    |            |    |        |        |  |  |      |      |
|  | 井原良太郎         | KO    | 井原良太郎 | 0  |        |        |  |  |      |      |
|  |                    |       | 井原良太郎 | 0  |        |        |  |  |      |      |
|  |                    | YURA  | 5          |    |        |        |  |  |      |      |
|  | YURA               | YURA  | 5          | 5  |        |        |  |  |      |      |
|  | YURA               |       |            | 5  |        |        |  |  |      |      |
|  | 細川一颯           | 0     |            |    |        |        |  |  |      |      |
|  | 細川一颯           | 0     | YURA       | KO |        |        |  |  |      |      |
|  |                    |       | YURA       | KO |        |        |  |  |      |      |
|  |                    | NAO   |            |    |        |        |  |  |      |      |
|  | キャメロン・エルス |       |            |    |        |        |  |  |      |      |
|  |                    |       |            |    |        |        |  |  |      |      |
|  | NAO                | KO    |            |    |        |        |  |  |      |      |
|  | NAO                | KO    | NAO        | KO |        |        |  |  |      |      |
|  |                    |       | NAO        | KO |        |        |  |  |      |      |
|  |                    | リキ  |            |    |        |        |  |  |      |      |
|  | 金森雄大           | 0     |            |    |        |        |  |  |      |      |
|  | 金森雄大           | 0     |            |    |        |        |  |  |      |      |
|  | リキ               | 5     |            |    |        |        |  |  |      |      |
|  | リキ               | 5     |            |    |        |        |  |  |      |      |

トーナメントに出場予定であったピーター・ダネソ、アラン・べゴッソは前々日に急遽出場キャンセルとなり、両者の対戦相手であったYURAと細川が1回戦で対戦し、トーナメントとは別にフェザー級で組まれていたリキと金森雄大の試合が代替としてトーナメントに組み込まれた。また、トーナメントのリザーブファイトとして野田蒼とパトリック・コーネットの試合が追加カードとして組まれた。前日の記者会見ではタイソン・ナム、キャメロン・エルスが計量後の体重戻し制限や準決勝の組み合わせ順の変更などを急遽要望したことに対して井原らが抗議し、口論になる一幕があった。
第1試合でこめおの引退試合が行われ、レオに判定5-0で勝利。勝利者マイクでは涙を流しながら「ブレイキングダウンに3年ぐらい携わって、僕の人生がここで変わりました。ブレイキングダウン、最高」と話した。「バン仲村BLACK亀仙人」として出場したバン仲村は、「超10人ニキブルー1000倍界王拳」こと10人ニキに敗北し、BreakingDownを卒業した。
ヒロ三河と萩原裕介の試合、メカ君と西谷大成によるベアナックル特別ルールの試合、COOの溝口勇児がSATORUにKO勝利するなど、全21試合が行われた。なお、CEOの朝倉未来は同日に行われた朝倉海のUFCでのタイトルマッチに同行してセコンドを務めたため、前日記者会見および大会当日は欠席し、リモートで一部参加した。大会の顔役はスペシャルアドバイザーの白川陸斗が代わりに務めた。
| BreakingDown Award 2024             | BreakingDown Award 2024   |
| ----------------------------------- | ------------------------- |
| 最優秀選手賞                        | 井原良太郎                |
| 年間最高試合賞                      | 溝口勇児（vs. SATORU）    |
| BEST KO賞                           | YURA（vs. NAO）           |
| BreakingDream賞                     | NAO                       |
| BEST PHRASE賞                       | 関谷勇次郎 「できますよ」 |
| GET OVER賞 〜逆境を乗り越えた方へ〜 | メカ君                    |
| Mr.BreakingDown賞                   | 井原良太郎                |
| 功労賞                              | 安保瑠輝也                |
| 功労賞                              | スダリオ剛                |
| 技能賞                              | ジョリー                  |
| NEXT BREAK賞                        | 赤パンニキ                |
| ベスト撮れ高賞                      | ヒロ三河                  |
| 敢闘賞                              | 野田蒼                    |
| 敢闘賞                              | 村田将一                  |
| 敢闘賞                              | 寿希也                    |
| 朝倉未来賞                          | 井原良太郎                |
| 朝倉未来賞                          | 関谷勇次郎                |

2024年12月11日、表彰式「BreakingDown Award 2024」を開催し、最優秀選手賞に井原良太郎、年間最高試合賞に溝口勇児 (vs. SATORU「BreakingDown14」)、BEST KO賞にYURA (vs. NAO「BreakingDown14」)などが選出された。BEST PHRASE賞を受賞した関谷勇次郎の「できますよ」は、オーディションで主に参加者のスパーリング相手を務める「登竜門」の選手として参加する上で、スパーリングを依頼された際に「できますよ」と即答するシーンが視聴者からの称賛を集めていた。
2024年12月31日にRIZINが開催した「RIZIN DECADE」で、朝倉未来率いる「BreakingDown軍」と平本蓮率いる「BLACK ROSE軍」の対抗戦『雷神番外地』が行われた。「BreakingDown軍」の選手として五明宏人、安井飛馬、YURA、冨澤大智、野田蒼、細川一颯、安保瑠輝也が出場し、「BLACK ROSE軍」の選手として赤田プレイボイ功輝、黒薔薇くん（鈴木博昭）、朝久泰央、三浦孝太、篠塚辰樹、宇佐美正パトリック、シナ・カリミアンが出場した。五明、安井、冨澤、安保が試合に勝利し、「BreakingDown軍」が4勝3敗で勝ち越した。同大会のオープニングVTRでは、2025年5月に東京ドームで開催される「THE MATCH 2」で朝倉未来と平本蓮の再戦を行うことが発表され、朝倉は自身のYouTubeチャンネルで格闘家として復帰することを明言した。

### DEEP対抗戦
2025年1月25日に「BreakingDown14.5」を開催し、DEEPとの対抗戦およびUFCのCEOであるダナ・ホワイトが主催するビンタ対決を競技としたイベント「パワースラップ」を導入した企画「Breaking SLAP」を行った。DEEPからは伊澤風我、RYOGA、加藤瑠偉、清太郎、SAINTが出場し、BreakingDownからはよーでぃー、龍志、関谷勇次郎、咲季、金田一孝介が出場した。よーでぃー、咲季、金田一が勝利し、BreakingDownが3勝2敗で勝ち越した。よーでぃーの対戦相手は当初ウルシマンであったが、左手首骨折により欠場となり、代わりに伊澤が出場した。また、対戦カード発表会見ではよーでぃーがウルシマンにビンタしたことで乱闘に発展していた。
「Breaking SLAP」にはシェンロン、ダイスケ、レオらが出場し、3試合行われた。シェンロンとダイスケは2024年3月の不祥事による無期限出場停止処分から復帰し、前日記者会見では謝罪の言葉を述べた。一方で、ダイスケは瓜田純士と対戦予定であったイエスに対し舞台裏で襲撃し、イエスの負傷により試合は中止となった。イエスは「BreakingDown15」のオーディションに参加するための選考会に参加し、因縁のあった瓜田と乱闘に発展していたことから瓜田との対戦が決まっていた。その他しょーやとしょーたによるベアナックルキックルールによる試合など全12試合が行われ、ポーランドの刺客がBreakingDownを卒業すること、ボクシングのプロライセンスを取得したこと、プロボクサーとして活動していくことを報告した。
「BreakingDown15」のオーディションでは、岡康平、佐々木キッド楓、咲人、安保璃紅、秀虎、TETSU、MAX吉田、傾奇者、あやと、安仁屋らが参加。朝倉未来からの復帰依頼により「BreakingDown16」への出場を決めた飯田将成が登場すると、SATORUが飯田を挑発して一触即発の状況となり、「BreakingDown16」での両者の試合が決定。また、前述の『雷神番外地』に出場して敗北した細川一颯に対し、井原良太郎が試合内容について「がっかりした」などと苦言を呈すると口論となり、両者の試合が決定。前年7月に「超RIZIN.3」で行われた朝倉未来と平本蓮の試合後に、勝利した平本にドーピングの使用を手助けしていたことを告発して騒動となっていた総合格闘家の赤沢幸典が登場し、朝倉に対し土下座して謝罪した。赤沢は「格闘技界を裏切るようなことをしてしまった」などと話し、これを受けて朝倉は「俺も次やり返すだけなんで。全然気にしてないので大丈夫です」と話した。
新企画として「居酒屋企画」、「ひな壇狩り企画」が行われ、居酒屋で「BreakingDown選手のなかで誰ならボコボコにできるか」を調査し、瓜田純士を指して「素人から見ても弱いでしょ」「見た目と口だけで啖呵切ってる」などと発言した一般人3名をオーディション会場に招いた。「ひな壇選手に勝利したら100万円」とする「ひな壇狩り企画」では大阪喧嘩自慢のリキがひな壇選手として登場し、3人の挑戦者に勝利して100万円を獲得した。また、リキはTHE OUTSIDER出身選手である「麦わらのユウタ」との本戦での試合が決定した。喧嘩最強決定戦の第3弾として北海道代表と沖縄代表による対抗戦が行われた。北海道の監督はSATORU、としぞうが務め、沖縄の監督は関谷勇次郎、龍志が務めた。対抗戦は4勝1敗で北海道代表（小林大希、パンチ齋藤、佐藤竜、藤井啓輔、ズールaka殺人トトロ）が勝利した。2月9日に行われた「BreakingDown15」の追加カード発表会見では「14.5」に引き続きDEEPとの対抗戦を行うことが発表され、会見に出席したDEEPの佐伯代表は「負け越したら坊主にします。こっちは負けたら全員坊主だ」と宣言し、負け越した側が坊主にする提案が出された。
2025年3月2日に東京ドームシティ内プリズムホールで開催された「BreakingDown15」では、メインイベントとして西谷大成と白川ダーク陸斗によるJAPAN TOP TEAMの同門対決、セミファイナルでは冨澤大智とジョリーのMMA対決、DEEPとの対抗戦第2弾（3試合）、細川一颯と井原良太郎による喧嘩自慢出身のエース対決など、全21試合が行われた。DEEPとの対抗戦では、よーでぃーがウルシマンに勝利、としぞうが加藤瑠偉に敗北、咲季がRYOGAに敗北し、1勝2敗で負け越した。また、咲人の引退試合が行われ、延長判定5-0でカウアン・オカモトに勝利した。
前日記者会見および公開計量では、瓜田純士が「俺の好きなようにする」「言いたいことを言う」と宣言した上で運営に対する批判を続けてオーディションの特別審査員を降りると話し、冨澤も瓜田に同調した上で「最近のBreakingDownってマジでクソつまんねえ」などと批判を展開した。赤パンニキとTETSUが計量オーバーとなり、両者が勝利した場合は無効試合となることが発表された。赤パンニキは計量にコーラを飲みながら登場し、対戦相手のてるに対して「俺が勝っても無効試合になるので、てるからしたらありがたかったんじゃないですかね」などと挑発した。また、会見に出席したDEEP代表の佐伯繁によーでぃーがペットボトルの水を噴射したことが問題であったとされ、平本蓮ら格闘技関係者から不快であったなどと苦言を呈されて波紋を呼んでいた。
瓜田の運営批判についてBreakingDown代表の朝倉未来は、「選手と運営で意見を交わしあったりするのは僕すごい好きで。そういう話し合いや意見が飛び交えば飛び交うほど団体が良くなってると思うんで。そういう風に言ってもらえる環境が大事。だから気にせずに言ってもらいたいと思ってます」と話した。また、沖縄喧嘩自慢の監督を務めた龍志が試合後のとしぞう（北海道喧嘩自慢の監督）と口論の末に暴行に及んだことが問題となり、としぞうのセコンドについていた才賀紀左衛門らから抗議を受けた。龍志は謝罪し、としぞうは「もらった俺が悪いなと正直思っている」「あいついつかしばくだけだから」などと話した。
2025年5月10日に「BreakingDown15.5」を開催し、メインイベントではバンタム級次期挑戦者候補を選出する対戦として大野篤貴とよーでぃーの試合がKOのみの完全決着ルールで行われ、大野がKO勝利した。4月20日に公開された対戦カード発表会見では、よーでぃーが執拗に大野を挑発した上で頭をはたくと、大野が左ハイキックで反撃する場面があった。勝利者マイクで大野はバンタム級王者の井原良太郎をケージに呼び寄せ、2024年2月に行われたバンタム級トーナメント決勝での敗戦のリベンジをしたいと話し、タイトルマッチを行うことを要請した。これに対し井原は「みんながね、求めるんであれば僕はやります」と話すに留めた。「BreakingDown16」で行われる喧嘩自慢大阪代表との対抗戦を賭けて北海道代表と茨城代表による喧嘩自慢地区対抗戦が行われた。茨城の監督はヒロ三河率いる三河幕府が務めた。対抗戦は3勝2敗で茨城代表（KINGカズ、龍盛、283aka我武者羅、モギ、マスターキー）が勝利した。その他、MAX吉田と金田一孝介によるヘビー級MMA対決、BreakingDown4以来の復帰戦となる「おせーよ山田」（山田豊二）の出場など、全11試合が行われた。
2025年5月25日にDEEPが開催した「DEEP TOKYO IMPACT 2025 3rd ROUND」でDEEPとの対抗戦第3弾（3試合）が総合格闘技ルールで行われ、0勝3敗の結果に終わった。BreakingDownからは川島悠汰、カンジ、sakkki（咲季）が出場し、DEEPからはケンシロウ、太田将吾、RYOGAが出場した。川島は350gの超過で計量に失敗したため、対戦相手のケンシロウが勝利した場合のみ公式試合となっていた。sakkkiとRYOGAの試合はsakkkiのグラウンド上での頭部への膝蹴りによる反則負けとなった。

### 初の大阪開催
「BreakingDown16」のオーディションでは、内藤裕、江田雄一、修羅斗、草場健氏楼、山本隆寛、太陽、ドラゴン、アマリザ、アンディ南野、しょーた、高橋知哉、赤パンニキ、富永啓悟らが参加。前回まで特別審査員を務めていた瓜田純士がオーディションに乱入すると、「なんかちょっとブレイキングダウンヤバい方向にいっちゃってるんじゃないの？」「（溝口に）乗っ取られちゃってんじゃないの？」などと苦言を呈し、過去出場選手の森、生田侑希、誠、サカキマキオ、松井健を呼び寄せた。森はひな壇に座っていた外枦保尋斗に対し「人の女に手出してんじゃねーよ！」などと怒りを露わにし、乱闘状態となる。森は自身の妻に外枦保が「手を出そうとしていた」と話し、対する外枦保は「知らない」「覚えていない」と話した。森は外枦保とのベアナックルMMAルールでの対戦を希望し、試合が決定。瓜田は溝口に対し「体を張っている選手を第一に考えていない」「私物化するな」「見えないパワハラみたいな圧力をかけている」などと抗議し、これに対し溝口は「反社対策とか、取引先とか、スポンサーとか、この興行を守るために自分のやるべきことをやってんだよ！」「一定は言う事聞いてもらわないと、興行なんて成立しないんだよ！」「朝倉未来が俺に私物化される奴だと思っているのかよ！」などと反論し、口論となった。
ライト級王者のNAOと細川一颯の対戦が決定し、NAOがタイトルマッチにすることを要望したため、同級タイトルマッチとして試合が行われることとなった。前回のオーディションで対戦が決定していた飯田将成とSATORUは記者会見形式で両者が意気込みを語った。SATORUは執拗に飯田を挑発し、フェイスオフで頭突きを入れると乱闘に発展。撤収後も飯田は会場の外で「SATORU連れてきてくれへん？今やったる」などと怒りを露わにし、制止されていた。RIZINファイターの秋元強真が兄の秋元優志を連れて登場し、兄を推薦。ジョリーが秋元強真との対戦を要求すると、朝倉海に「実力が違いすぎるよ、さすがに」と忠告されたことからジョリーは秋元優志とMMAルールでの対戦が決定。喧嘩自慢茨城代表と大阪代表が対面すると、乱闘に発展。大阪代表の監督となったサップ西成は茨城代表監督のヒロ三河と、茨城代表監督の貴aka悪魔王子は大阪代表監督の瓜田との対戦をそれぞれ要求し、両チームの監督同士の対戦も決定した。
「BreakingDown8」のオーディションのスパーリングでのちのバンタム級王者となる井原良太郎にKO勝利した実績を持つ池田晃樹が登場し、将来的な井原とのバンタム級タイトルマッチを要望。オーディション参加者のleoとのスパーリングにKO勝利すると大野篤貴との対戦が決定した。新企画としてオーディション参加者4名がケージ上で空気椅子を行い、ひな壇選手4名が空気椅子の尻の下に見上げるように寝転がり、脱落した場合は尻が顔に落ちてくる「空気椅子対決」が行われた。オーディション終盤にはエンセン井上率いる「TEAM大和魂」（井上、セラ、加藤瑠偉、ぶーちん、平石光一、メカ君、マハムード・サッタリ、木村"フィリップ"ミノル）が登場し、続いて元大関でRIZINに出場経験がある把瑠都凱斗、赤沢幸典が登場。対戦カードについては保留となったが、のちに把瑠都が赤沢のかつてのドーピング使用を非難した上で対戦相手に指名し、試合が決定したことがVTRで発表された。
2025年6月22日、緊急会見とする動画を朝倉未来のYouTubeチャンネルで公開し、オーディションで対戦が決定していた井原良太郎と西谷大成の試合の中止を発表。続いて西谷と因縁がある赤田プレイボイ功輝およびYURAの「BreakingDown16」への出場が発表され、井原、西谷、赤田、YURAの4名でくじ引きをした上で改めて対戦カードを決めるとした。くじ引きの結果、YURAと井原によるフェザー級タイトルマッチ、西谷と赤田によるワンマッチが決定した。赤田は平本蓮のチームである「BLACKROSE（ブラックローズ）」を5月に脱退したことを報告すると、西谷は「平本にイジメられて嫌になってやめたんだろ？」などと暴露。赤田は「イジメられてないですよ」と否定したが、「ブラックローズぶっ潰したい」とも発言した。YURAと井原は「BreakingDown14」で行われたフェザー級トーナメント以来の再戦であり、バンタム級王者である井原はフェザー級、ライト級を含む3階級を制覇した際には朝倉未来への挑戦を見据えていることを明かし、朝倉も「いいじゃないですか。やりますよ。やりたいです」と話した。
2025年7月11日、「BreakingDown16」のメインイベントでSATORUとの対戦が決定していた飯田将成が出場を辞退したことを発表。出場辞退の理由として飯田は、BreakingDown運営から約束を破られ、溝口勇児からの謝罪がなかったなどと話した。飯田は7月9日に自身のYouTubeチャンネルで溝口とのLINEのやりとりを公開し、「誠意、リスペクトがない」などと話していた。飯田の代役として急遽溝口がSATORUと対戦することが発表された。

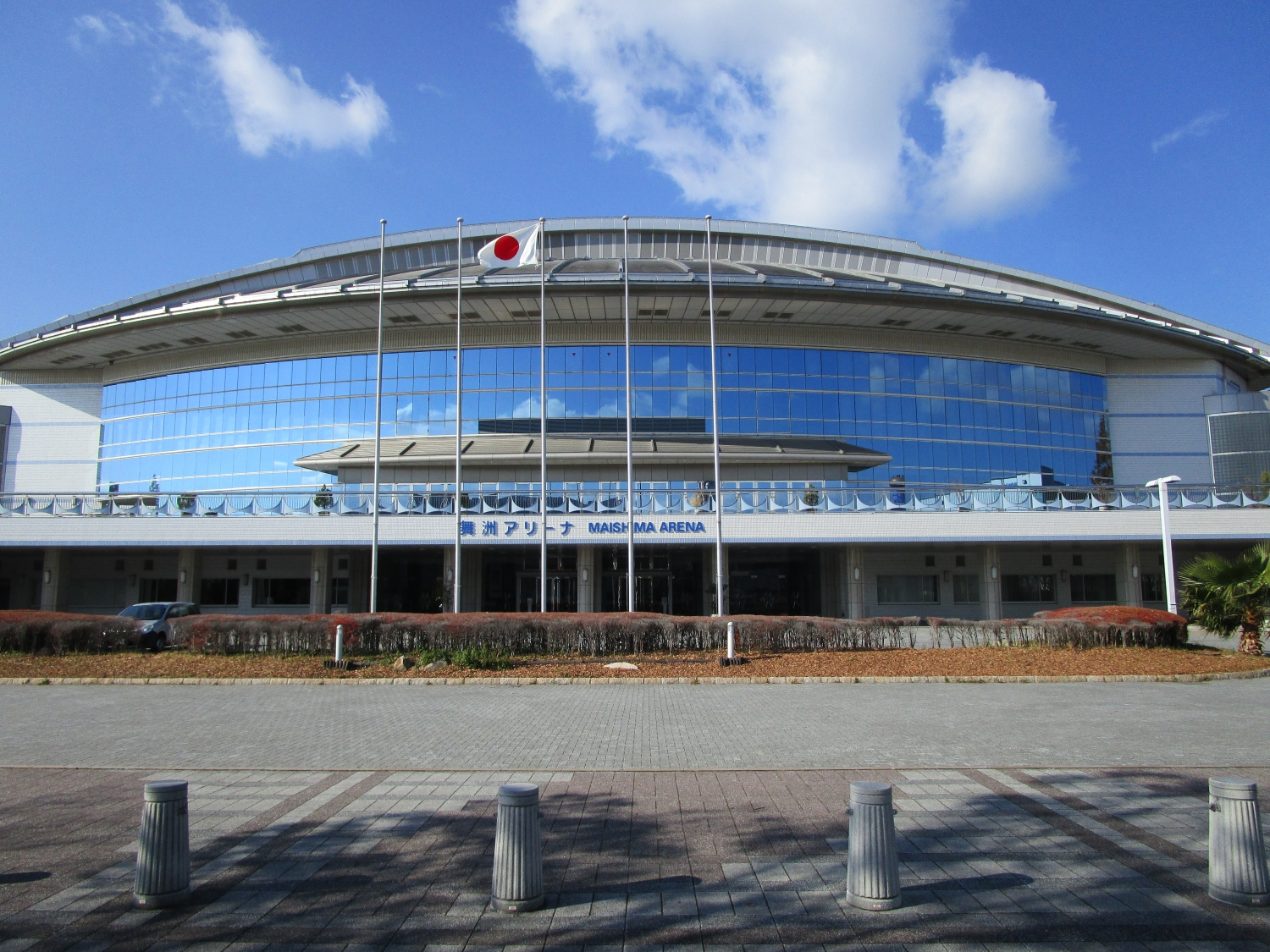
「BreakingDown16」の会場であるおおきにアリーナ舞洲

2025年7月13日に初の大阪大会としておおきにアリーナ舞洲で開催された「BreakingDown16」は、西谷大成と赤田功輝の試合がメインイベントとして行われた。ライト級タイトルマッチで細川一颯が王者のNAOに勝利し、同級2代目王者となった。フェザー級タイトルマッチでは王者のYURAが井原良太郎に勝利し、初防衛。大阪代表と茨城代表による喧嘩自慢地区対抗戦では、リキ、ダイスケ、シモミシュラン、爆音那智が勝利し、監督対決を含めて4勝3敗で勝利した。その他、JAPAN TOP TEAMとBreakingDownの3対3の対抗戦、代役出場の溝口がSATORUに勝利、赤沢幸典と把瑠都による無差別級ワンマッチ、ジョリーと秋元優志によるMMAルールの試合、バンタム級タイトルマッチ前哨戦で大野篤貴が池田晃樹に勝利するなど、全31試合が行われた。
SATORUは前日記者会見で手紙を読み上げ、引退を表明。飯田との試合が中止となったことについて謝罪し、「本当は飯田に勝ってそのまま引退するつもりでした」「ブレイキングダウンには本当心から感謝してます」などと話した。また、瓜田純士も事前にBreakingDown公式Youtubeチャンネルで公開された動画で引退を表明し、理由として「いつまでも自分がそこにいてはいけないなっていう感触は本当に思っている。今のところは一回ちゃんと下がろうかな」と話していた。
大会総括として朝倉未来は「本当にすごい盛り上がりだったと思います」と話し、飯田については「もう、オファーすることはないですね」と話した。過去最大規模の約7000人収容の会場チケットが完売したことについて、「たぶん、1万人規模でも満員だったと思います」と話し、地方開催については九州、横浜を検討していることを明かした。SATORUと瓜田の引退宣言については、「SATORU君がこの先また試合に出たいって日が来たときは、ブレイキングダウンとしてはいつでも受け入れたいと思います」と話し、瓜田については「本当にブレイキングダウンのために親身に付き合ってくれた」「試合に出なくても、いろいろ、運営に携わってほしいなと思います」と語った。
「BreakingDown16.5」は「.5シリーズ」で初めてミニオーディションを行い、出場者を選定した。萩原裕介が審査員として参加し、「最近、溝口さんが暴走気味なんで代わりに来ました」と挨拶。オーディションには朝倉未来のマネージャーである伊師美和に恋をしているという修羅斗が登場。修羅斗は前回大会のオーディションでスパーリングに勝利したことで伊師とのデートを行う権利を獲得。デートの模様は伊師のYouTubeチャンネルで配信され、「3勝すればディズニーデートに行ける」という約束を果たすために再びオーディションに参加。これに沖縄出身選手の龍志が対抗し、伊師とのデート企画を賭けた対戦が決定。BreakingDown運営に無断でRIZINに連続出場したことで出禁となっていたとしぞうが坊主頭で登場し、自身の問題行為について謝罪した。これを受けて朝倉は制裁マッチとしての竹見浩史郎との対戦を提案し、試合が決定した。
2025年8月10日に「BreakingDown16.5」を開催し、メインイベントでとしぞうと竹見浩史郎の試合が完全決着ルールで行われ、竹見が1回KO勝利。伊師美和とのデート企画を賭けた試合では龍志が修羅斗に勝利。親子対双子対決としてゆうと（親）・あやと（子）と足ポキニキ（兄）・FUGA（弟）による2対2の試合が行われ、ゆうと・あやとがKO勝利。その他、喧嘩最強決定戦・沖縄代表のなおたと茨城代表のKINGカズの対戦、鎌ダ雅也と長谷川拓也によるベアナックルMMAルールの試合、舞杞維沙耶とぶーちんによる無差別級MMAルールの試合など、全11試合が行われた。

## ルール
※詳細は公式サイトを参照。
1分1ラウンド制で、判定で引き分けになった場合には、1分間の延長ラウンドを実施。選手は主催者が用意したオープンフィンガーグローブを使用。ダウンは基本的に2ダウン。トーナメントの場合は1ダウンとし、決勝戦は2ダウン。MMAルールにおいて、グラウンド状態は最大10秒まで。顔面膝蹴り無し、肘打ち無し(双方の合意がある場合は肘での攻撃が認められる)。

### 階級
主催者の裁量の下、キャッチウェイトの試合を設定することができる。「BreakingDown15」で2名の選手が計量失敗したことを受けて、朝倉未来は「BreakingDownでは今後水抜き4キロ以下にしよう（アマチュアのみ）」「計量失敗した場合相手が受けても試合はノーコンテスト（受けた側が勝った場合は公式試合）」「失敗後2大会出場停止にする」とXに投稿した。
- スーパーヘビー級 - 120.0kg超
- ヘビー級 - 120.0kg以下
- ライトヘビー級 - 93.0kg以下
- ミドル級 - 84.0kg以下
- ウェルター級 - 77.0kg以下
- ライト級 - 71.0kg以下
- フェザー級 - 66.0kg以下
- バンタム級 - 61.0kg以下
- フライ級 - 56.5kg以下
- ストロー級 - 52.0kg以下
- スーパーアトム級 - 49.0kg以下
- アトム級 - 47.5kg以下

### 判定
審査員4人と視聴者投票（AUDIENCE）の赤・青・ドローの投票により、3票以上を獲得することで勝利となる。「.5シリーズ」において視聴者投票は行わず、審査員3名により投票され、2票以上で勝利となる。延長ラウンドは原則マスト判定だが、主催者の裁量の下、再延長、再々延長のラウンドが行われるケースもある。
1. ダメージ 40%
ダウン相当に近いダメージを与えた場合は加点。
2. アタック数 40%
アタック数が圧倒的に多い方に加点。
3. アグレッシブネス 20％
積極的に試合を作っている方を加点、アグレッシブなクリーンヒットを繰り出している方を加点。

#### 主な歴代試合審査員
- 朝倉未来[494][495][496][497]
- YUGO[494][495][496][497]
- 白川陸斗[494][495]
- 小比類巻貴之[494][495]
- 大沢ケンジ[494][495][497]
- ぱんちゃん璃奈[498][494][495]
- YA-MAN[494][495][497]
- ピーター・アーツ[153][495]
- 昇侍[495][497]
- 秋山成勲[499][496][497]
- 城戸康裕[497]
- 神取忍[122][500]
- 安保瑠輝也[501]
- 川尻達也[153]
- 内藤大助[502]
- 宮田和幸[502]
- 飯伏幸太[503]
- エンセン井上[504]
- ジョビン[505]
- スダリオ剛[506]
- 太田忍[507]
- 山崎秀晃[508]
- 黒田斗真[509]
- ストラッサー起一[509]
- 中村寛[509]
- 山口裕人[510]
- 前田吉朗[511]
- 門口佳佑[512]

### ルールの変遷
第1回大会から「BreakingDown6.5」までは延長ラウンドが30秒であった。「BreakingDown8.5」および「BreakingDown9」ではアタック数のカウント表示を導入し、判定の参考としていた。第1回大会から「BreakingDown4」までは、3人のジャッジによる旗判定で勝敗が決まり、2本以上で勝利となっていた。「BreakingDown14」から、試合展開をアグレッシブにすることを目的としてケージのサイズが直径7,300cmから7,000cmに、八角形ケージの一辺が約50cmずつ縮まった。

## 影響・評価
BreakingDownの代表であり発起人の朝倉未来は、「ある程度バズるとは思っていましたが、ここまでバズるとは思っていませんでした」と話し、理想の成功以上の成功を収めていると語った。「オーディションから試合前の流れは、おそらくどこの国でもバズると思っている」とし、外国での開催も検討しているという。また、バズっている理由として「トラブルが起きてること」、「運営の修正能力」、「ストーリー性がある」を挙げ、オーディションシステムの成功を受けて、「結局、みんな“トラブル”が見たいんですよ」と語った。BreakingDownで人気や影響力を得た選手については、「たくさんの人が応援してくれて今の彼らがあるので、期待を裏切るようなことはしないでほしい」と話した。
「BreakingDown10」の開会宣言で朝倉は、「自分は本当に田舎町で育って、どうしようもない人生だった」とした上で、BreakingDownと同じようなTHE OUTSIDERと出会ったことで人生が変わったと話し、「賛否はあると思いますけど、今日までたくさんの出場選手の人生を変えてこれたと信じています」と話した。また、BreakingDownから日本の格闘技界を引っ張る存在を見つけたいとしており、数字が一番集まるところに才能のある原石も集まってくるとし、エンタメだけではなく格闘技につながる道を作っていきたいと話した。
BreakingDownのオーディションの人気とともにパロディがバラエティ番組で頻出するようになり、『チャンスの時間』（ABEMA）では「Breakingヤンチャオーディション」としてオーディション形式でアドリブ芸を披露させる企画が行われた。インパルスの板倉俊之は瓜田純士を模倣した「瓜板」、ピーター・アーツを模倣した「ピー板・アーツ」を演じ、古賀シュウはバン仲村を模倣した「シュウ仲村」を演じた。オーディションでの瓜田とバン仲村のやり取りの再現などがされた。『新しいカギ』(フジテレビ系)でも「ものまねBreakingDown」として面接を経てものまねで対決する企画が行われた。朝倉未来は2023年3月に『ぽかぽか』(フジテレビ系)に出演した際にパロディについて聞かれると、「ありがたいというか、嬉しいですけどね。違う方向で宣伝してもらってると思うんで」と話した。また、バン仲村が主催する「ケンカバトルロワイアル」、Repezen Foxxが主催する「炎上万博」、ヒカルが主催する「バトルミリオネア」など、BreakingDownに類似した大会も開催された。
歌手の清水翔太は、2023年1月に「BreakingDownにハマったので勝手に曲作ってみちゃいました。笑」とTwitterに投稿し、併せて動画「Requiem -BreakingDown-」を公開した。
2023年12月に朝倉未来のYouTubeチャンネルの企画「BreakingDownはしご酒」に出演した浅田舞の発言によれば、妹の浅田真央とともにBreakingDownのファンであるという。朝倉は同企画に浅田舞が出演することになった経緯として、浅田舞からDMで応援のメッセージやBreakingDownが好きであることを伝えられ、同企画に女性の参加を望んでいたことから起用したと話した。浅田舞はBreakingDownをきっかけに格闘技を見るようになったと話し、朝倉は「これが一番、嬉しいんですよね」と応じた。また、同企画に出演したぬりぼうのBreakingDownでの1試合の収益が300万円であったことを朝倉が暴露し、これはRIZINのほとんどの選手を超える金額であると話した。

### 客観的な評価
TBSの社員であり映像クリエイターである坂田栄治は、2022年8月にBreakingDownについてインタビューされ「世界一に対する興味が確実になくなってきている時代なんだなって思いましたね。一部の格闘技ファンはともかく、それ以外の人たちには、UFCのチャンピオンに対する興味ってないんだなって。価値観を世界一だけに置くとエンタメはビジネスとしてダメなんですよ」、「親近感のある人のなかで、自分が応援している人が勝つかどうか。そっちの興味のほうが上になっているし、それでしか今は感情が動かないのかなってことがすごく分かったじゃないですか」と評した。一方で、「ハッキリ言って面白くはなかった」、「本物と比べちゃったらヒドいもんですよ。見れない」とも評している。
俳優の大鶴義丹は、2022年11月にBreakingDownについて、オンライン配信での観戦が可能であること、1分ルールによってタイムパフォーマンスを求める人々の感覚をうまく利用していること、SNSを利用した出場選手同士の舌戦があることなどを取り上げて、「本当に時代のツボをよく分かっていると感心してしまった」と評した。
「BreakingDown8」にゲストコメンテーターとして参加したタレントの明日花キララは、日韓対抗戦の飯田将成とパク・ウォンシクの試合が最終的に視聴者投票の判定により、3-2で飯田が勝利したことを受けて、「私を含めほとんどの人はあそこは日本人なら日本側に入れる」とし、「フェアじゃない」と苦言を呈した。
Creative2が運営するENCOUNTの編集部は、BreakingDownについて、こめお、瓜田純士、飯田将成らを取り上げて「いろんなキャラクターを輩出してきた」とし、注目度の高さからバラエティー番組でお笑い芸人がBreakingDownを模したネタやコントが放送されていることを紹介し、一方で前科者や刺青の入った選手の存在、見るに堪えないののしり合い、流血乱闘などが格闘技界に悪影響であるとする批判的な声もあると紹介した。また、安保瑠輝也や才賀紀左衛門の出場を経て、格闘家においても格闘キャリアの選択肢のひとつにもなっているとした。

### BreakingDown出場者の発言
「BreakingDown6」に出場したいわちは、2022年の「今年の漢字」が「戦」に決まったことを受けて、「今年の漢字は『戦』になったらしいけどこれ結構BreakingDownの影響も大きいんじゃないかな」とTwitterに投稿。これに対し、「それはない」「世界情勢位は知っておいて下さい」「絶対違う」などの返信が付き炎上。これらの返信に対し、いわちは「でもさたかがわたしが呟いただけでこんなに炎上するなんてBreakingDownの認知度普通にすごくない？」と続けて投稿した。
第4代K-1 WORLD GPスーパーライト級王者の安保瑠輝也は、「BreakingDown7」でシリル・アビディにKO勝利したのち、全てを読み切れないほどの称賛のメッセージやDMが届き、「長くプロの舞台で戦ってるけど、ここまでの反応をもらった事はなかった」と話した。また、BreakingDownのようなイベントを大衆が求めているとし、プロ格闘家としてBreakingDownに出場した自身の判断は間違っていなかったと結論付けた。他のプロ格闘家に対しては、「試合で人を魅了する自信があるならブレイキングダウンに出る事は全然ダサい選択じゃない」、「プロならまずは自分を知ってもらう事が大事」と話した。
BreakingDownを批判している人々について安保は「時代について来れてない老害にしか見えへん」と述べ、「BreakingDownのせいで格闘技のイメージが悪くなっている」という言説を疑問視している。格闘技に興味を持ってくれる人が増えていることからプラスの方が大きいとし、格闘技界が低迷して誰にも見られなくなることが一番最悪なことと結論付けた。「BreakingDown12」ではスダリオ剛と対戦し、試合後の朝倉未来との会話では「こんな対戦を実現できるのってBreakingDownだけ」「視聴者の数とか、純粋な格闘技には無い視聴者層を取ってる」「そこで試合できることに関して俺はホンマに感謝の気持ち持ってる」と話した。
こめおは、2023年8月にBreakingDownを批判する格闘家に対して「殴り合ったら格闘技なんじゃねえの？プロからしてみたら違うんだろうけど、絡んできてるのって最下層のバズりたい格闘家たちじゃないですか。じゃあ、出りゃいいじゃんって思いますけど」と話した。

### プロ格闘家の反応
初代RIZINフェザー級王者の斎藤裕は、2022年8月に自身のYouTubeチャンネルでBreakingDownの注目度の高さについて「今の若い選手たち、RIZINに出たいじゃなくて、ブレイキングダウンに出たいという人が多いらしくて。（中略）ブレイキングダウンの方がね。オーディションもあり、敷居が低いわけではないが、目指しやすい。そういう時代なんだな」と話した。「BreakingDown5」と同日に開催された修斗の後楽園大会について「修斗の試合もいい試合が多かった。（中略）それが世間に届かないというモヤモヤもありましたね」と話し、「（ブレイキングダウンは）やっぱりプロモーションが上手」と評価した。
元WBF世界クルーザー級王者の西島洋介も2022年9月に「戦うまでのストーリーをみんな紹介しているじゃないですか。それが面白いですよね」とプロモーションの上手さを評価する一方で、防御力を磨いていない選手もいるとして「けが人が出ないように気をつけないとダメ」と指摘した。
RIZINファイターの平本蓮は、2022年11月に「ブレイキングダウンが格闘技として一般層が認識してしまうのは正直納得いきません」、「ブレイキングダウンはいつか必ず重傷者や死者が出る危険な企画だと思います。大会ではなく企画。あんな危険なただの人の喧嘩は今すぐ終わらせるべきだと思います」などと発言した。
RIZINファイターの芦澤竜誠は、2023年3月に配信した動画で「最近、俺がブレイキングダウンのマネをしているとか言われる」と発言し、それは逆であると反論。2020年9月に「K-1 DX」で行われABEMAで配信された『芦澤竜誠を殴りたいやつ、大募集』をBreakingDownが真似しただけと話した。
2023年11月にRIZINフェザー級王者となった鈴木千裕は、試合後の会見でチャンピオンとしての展望を聞かれ、以下のように語った。
元K-1王者の魔裟斗も自身のYouTubeチャンネルで鈴木の発言に同調し、「未来はなくなるね。裾野がしぼんじゃうね。親が子供にやらせたくないからね。10年後、20年後、人口が減っちゃうんじゃない？親はやらせないでしょ」と発言した。
K-1創設者の石井和義は、魔裟斗の発言について「魔裟斗くんを巻き込んだ瞬間に、BDの勝ち」とした上で、魔裟斗の発言の真意はその後に続く「不良が更生してスポーツをやるんだったらいい」の部分も含むとし、マスコミが発言の一部分を切り取って報じることの問題性を指摘した。石井はBreakingDownについては「あれはあれで素晴らしい」、「僕なんかはみんなかわいいよねと思って見てる」、「ホントの悪いヤツはあそこに出て来ない」などと概ね肯定的に評した。
鈴木の発言を受けて、朝倉未来はORICON NEWSのインタビューで以下のように発言した。
RIZIN史上初の2階級制覇王者である堀口恭司は、2023年12月に発売した著書『EASY FIGHT』でBreakingDownについて「端から見ている限り、あのリングは強くなくても、キャラだけ立っていればいい、ような世界観に見える」、「あれが許されてしまうと、余計に勘違い野郎が増えてしまうのかな、と正直に言えば心配している」などと苦言を呈した。
総合格闘家でありジムインストラクターである神田コウヤは、2023年2月にBreakingDownについてどんどん盛り上がってほしいと話し、朝倉未来のおかげで日本の格闘技ジムは潤っていると話した。また、内容についても「短くて分かりやすい」と肯定的に評価し、トラッシュ・トークについては「生き残るためにやっていること。そのためにすべきことをしてるだけ」と話した。
「BreakingDown11」でのレオと咲人の試合を見た総合格闘家の瀧澤謙太はXで「咲人くんが心配 レオは追放だろ 格闘技のことも起業家のこともなめすぎや 周りの大人はしっかり指導して欲しい」、K-1選手の心直は「いやごめんレオってやつマジで無理だわ。ほんとに怖い思いしたことないんだろうな。2度と見たくない」と発言した。試合では、レオが咲人の頭部を腕で固定する形で倒し、咲人が失神。試合はノーコンテストとなったが、レオは担架で運ばれる咲人に対し中指を立てて挑発。レオは前日の記者会見でも背後から咲人を蹴るなどしていた。同大会に審査員として参加したエンセン井上もレオの行為を批判し、その他「喧嘩最強決定戦」の大宮代表と大阪代表が試合後に乱闘騒ぎになったこと、松井健が試合後に江畑秀範を襲撃したことも取り上げて、礼儀がない、親が子供に格闘技をやらせたくないと思ってしまうとし、「BreakingDown側も止めないと、ファンがどう見てもダサい」と批判した。「BreakingDown12」のオーディション動画では、レオの言動に対し視聴者からクレームが殺到したことから、レオを出禁にすることが発表された。
UFCファイターの平良達郎は、2024年3月に「エンタメ格闘技」やトラッシュトークについて聞かれると、「それはそれで格闘技が広がっているとは思うんですけど、僕がMMAをしてると考えたときにエンタメ路線と比べられると悔しいなという気持ちはある」、「UFCは知らないけど、RIZINやBreakingDownを知ってるという人もいる。そういう人が多いかなって印象はある」と話した。
K-1ファイターで初代Krushフライ級王者の大久保琉唯は、2025年2月に朝倉未来率いるJAPAN TOP TEAMの選手である竹見浩史郎との試合に勝利後、「朝倉未来選手、JTTだかBreakingDownだか分からないですけれど、このリングに上がって来るならもっと強い選手を呼んできてほしいと思います」と挑発し、BreakingDown選手については「あれは偽物なので全く関係ないですね。エンターテインメントとして面白いけれど、それとは別かなと思いますね」と評した。また、K-1ファイターでWLF武林風-60kg級世界王者の朝久裕貴は、同年7月にBreakingDown選手について「BreakingDownの選手はよく格闘技の素人という見られ方をされています。でも僕たちからすると、1分間のプロなんです。1分間の試合だったら、K-1ファイターでも負ける可能性がありますよ」と評した。

### 格闘技関係者の反応
RIZIN CEOの榊原信行は、2022年7月に「『BreakingDown』には刺激を受けるし、学ぶこともある」と話した。選手が戦う上での勝負論、遺恨、SNSの使い方、インフルエンサーの使い方はある意味時代をとらえているとした。2024年10月に榊原はRIZIN公式YouTubeチャンネルでの生配信にBreakingDownスペシャルアドバイザーの白川陸斗をゲストに招き、1分1ラウンドルールについて「僕らの中であの発想はない。今の時代性を読み取って、競技をしている選手側からの発想もあって。でもそこを切り取ってエンターテインメントにしようって思ってもできない。チャレンジして1回、2回はできたけど、続かなかったじゃなくて、ちゃんと続いているから。すごいことだと思う」と評した。
元総合格闘家でBreakingDownの審査員を務める大沢ケンジは、2022年7月にBreakingDownを格闘技とするかという議論について「"格闘エンターテインメント"って感じじゃないですかね。勝敗だけではなくて、その瞬間、瞬間で、いかに高い熱を生み出せるかが勝負」「格闘技界にとっては、『とんでもない黒船が来たぞ』って感じなんじゃないですか（笑）」と評した。エンターテインメント性については、「『BreakingDown』を下に見て『僕らはいい試合を見せる。違うものを作る』とあぐらをかいていると、見る側がまったく求めていないモノができちゃうかもしれない。プロの格闘技に関わっている人たちやファンも、『BreakingDown』がなぜコンテンツとしてウケているかは理解しておく必要があると思いますね」「結局はUFCだって、ネイト・ディアスやコナー・マクレガーのようなバチバチにケンカする選手が人気。そこは世界共通なわけで、そこを避けていくのは"逃げ"とも取れると思います」と話した。

RIZINガールのHinanoは、2023年1月にBreakingDown出場選手について以下のようにTwitterで発言した。
この発言を受けて、BreakingDown出場選手が格闘家であるのかどうかが議論となり、朝倉未来は以下のようにTwitterで発言した。
その後Hinanoは、RIZIN側から注意を受けたとし、「皆様に不快な思いをさせてしまい反省しています」と述べた。Hinanoは、「BreakingDown12」のオーディションで行われたBreakingDownに物申す人を募集して発言してもらう企画に出演し、BreakingDownの選手を全否定しているわけではないが、一生懸命頑張っている格闘家の方たちと一緒にされるのは嫌、などと発言した。同企画にはTHE OUTSIDER発起人の前田日明も登場し、伸び伸びと暴力やって世間の注目を集められるのはどういうことなのか、などと問い、BreakingDownの選手に向けては「ケガないように頑張ってね。カッコよくなれよ、お前ら本当に。1人1人、虎だ、龍だと言われているんだったらそれを証明しろよ。犬の集まりになるなよ。今ね、犬の集まりにしか見えないんだよ」などと声を掛けた。
格闘技系のフリーライターである橋本宗洋は、「BreakingDown10」で行われたプロ格闘家対抗戦でBreakingDown選手が3勝2敗3KOで勝ち越したことを受けて、BreakingDownは格闘技ではないという言説があった中で「ブレイキングダウンの選手はプロにも通用した」、「格闘技じゃないはずのブレイキングダウンの選手がプロ格闘家をKOした」と強調した。体格差やBreakingDown側にプロ経験がある選手がいたことを考慮すべき点であるとしつつも、BreakingDownが格闘技ではないのであれば、多少の体格差やルールの違いなどに関係なくプロが圧勝していたはずだ、とした。また、BreakingDownは話題性重視と思われがちだが、実力から目を逸らしているわけではないとも評した。
DEEP代表の佐伯繁は2025年1月に「BreakingDown14.5」で行われたDEEP対抗戦に際して、「ブレイキングダウンが始まったころは周りから邪道みたいなことはいわれた時期もありました。もうそんな時代ではない。プロとしてブレイキングダウンに挑まないといけない時期と判断しました」と話した。また、DEEP対抗戦の記者会見を見た総合格闘家のストラッサー起一はDEEPの選手がおとなしすぎると批判した上で、「数字化されて、数字獲れるやつが有名になれて数字を持っているやつが稼げる。海外目指すとかUFC目指すとか言っても数字が必要な時代やねん」と話した。
元WBA世界ミドル級王者の竹原慎二は2025年1月に「俺は正直、RIZINもブレイキングダウンも一緒の部類と思ってる」と話し、プロボクサーとの制度上の違いを話した上で「話題があれば強い選手とできるよね。だからそういう面では話題で盛り上がればいいんじゃないのかなと思ってるんだけどね」と話した。

### 出場選手の逮捕
- 2023年3月24日、久保田覚がDVで逮捕されたとFRIDAYが報じ[567]、4月1日に久保田は自身のYouTubeチャンネルを更新し記事内容を概ね認めたが、一部誤解があるとしてその内容を否定した[568]。
- 2023年7月7日、醤油ニキが傷害容疑で逮捕される[569][570][571]。醤油ニキは、のちに不起訴を報告[572]。
- 2024年1月10日、所沢のタイソンが脅迫容疑で逮捕される[573][574][575]。同月18日付で不起訴[576]。
- 2024年3月8日、ダイスケが傷害と恐喝の疑い、シェンロン、サップ西成が恐喝の疑いで逮捕される[577][578][579]。東京スポーツによれば、ダイスケは罰金、シェンロン、サップ西成は不起訴[580]。
- 2024年3月16日、チョン・ツーウェイが傷害容疑で逮捕される[581]。チョン・ツーウェイは、のちに不起訴を報告[582]。
- 2024年3月18日、サカキマキオが強盗の疑いで逮捕される[583][584][585]。サカキマキオは、のちに不起訴を報告[586]。
- 2024年9月25日、BreakingDown元代表の板垣雄吾(YUGO)を詐欺容疑で逮捕したことを警視庁が発表[587][588][589][590]。
- 2025年6月19日、笠井ヨシヒロを麻薬取締法違反の疑いで逮捕したことを警視庁が発表[591][592][593]。7月22日付で不起訴[594]。

#### 影響と反応
醤油ニキの逮捕を受けて、BreakingDownは醤油ニキを無期限の出場停止処分とした。
ダイスケ、シェンロン、サップ西成の逮捕を受けて、元プロボクシング日本スーパーライト級王者の細川バレンタインは「こう言う繰り返し犯罪を犯す奴って、その自分に酔ってるゴミなんよ。知名度や金を一番与えてはいけない人間達よ」などと発言し、これに返信する形でタレントの武井壮は「暴力や不法行為を扱って、無法者に知名度与えて、さらに犯罪者生み出すコンテンツなど、エンターテイメントとは言わないと思うんだよ。ルールもモラルも無いもので視聴者集めるなんてのは、企画の力でもなんでもねえ」などと発言。また、総合格闘家の久保優太は「こんな人達が格闘技会場をウロついてると思うと恐ろしいな。真っ当に頑張ってる選手達も、更生を目指し頑張ってる選手達も本当にいい迷惑だし、何より一番は子供達に悪影響だ」と発言した。
これらの意見に対してBreakingDown出場者からは「ブレイキングダウン以外の格闘技団体においても逮捕者は出ている」、「あくまで個人の責任で運営や他の出場者は悪じゃない」、「全員から賞賛を受けれるコンテンツではないけど、俺を筆頭に人生諦めかけた人の最後のチャンスとして、人生変える場になれれば携わった1人の人間として嬉しいです」などの反論もあった。
チョン・ツーウェイの逮捕を受け、BreakingDown代表の朝倉未来はXで「BreakingDownに出場した後逮捕された選手は、今後出場停止にします」と投稿し、BreakingDownは「複数の過去出場選手が逮捕されたという事態を受け、当該選手については、無期限の大会出場停止処分とすることを正式に決定いたしました」とし、「事実関係が明らかになった時点で各選手の処分を決定してまいります」と発表した。
BreakingDownスペシャルアドバイザーの朝倉海は、逮捕報道を受けて「BreakingDownは悪さした人でも、チャンスを与えて更生して欲しいという想いがある。更生して成功してる人も中にはいて、良いイベントだと思ってるけど、事件を起こして捕まる人がいると全体がそうだと思われちゃう。その責任を今一度しっかり感じて欲しい」、「格闘技をかじった時点で傷害なんて絶対しちゃいけない。例えば僕は何されても絶対殴り返さない自信があるし、そういう意識が絶対ある。やっちゃうっていう神経が僕は考えられない」と話した。
2024年4月26日には、「BreakingDown6」に出場した総合格闘家の彩綺(北村彩綺)がXで「家を借りようとしたら入居審査でブレイキングダウンのこと言われて借りるの難航中」投稿し、「BreakingDown7」に出場した桝充喜も「マンションの賃貸申し込もうとしたらブレイキングダウンが理由で拒否された」と明かした。
BreakingDown元代表の板垣雄吾(YUGO)の逮捕を受けて、BreakingDownは2023年7月の板垣の海外事業担当退任以降、板垣が経営や事業運営に関与していないこと、一切の資本関係や業務提携も保持していないことなどを改めて説明し、逮捕報道については「非常に遺憾」、「株主の皆様、お客様、そして関係各所の皆様にご心配をおかけしましたことを深くお詫び申し上げます」などの声明を出した。
なお、2025年7月に朝倉未来はかつて板垣にBreakingDownの口座の管理を一任した結果、残高が7万円で多額の借金を抱えていたこと、自身がBreakingDownを無報酬で運営していることを告白した。

## 王座・階級

### ライト級（-71.0kg）
| 代 | 選手名   | 在位期間                     | 防衛回数 | 備考                                     |
| -- | -------- | ---------------------------- | -------- | ---------------------------------------- |
| 初 | NAO      | 2024年9月1日 - 2025年7月13日 | 0        | 初代ライト王座決定トーナメントにより獲得 |
| 2  | 細川一颯 | 2025年7月13日 -              | 0        |                                          |

### フェザー級（-66.0kg）
| 代 | 選手名 | 在位期間        | 防衛回数 | 備考                                                                      |
| -- | ------ | --------------- | -------- | ------------------------------------------------------------------------- |
| 初 | YURA   | 2024年12月8日 - | 1        | 初代フェザー王座決定トーナメントにより獲得 ○ 井原良太郎（BreakingDown16） |

### バンタム級（-61.0kg）
| 代 | 選手名     | 在位期間        | 防衛回数 | 備考                                                                    |
| -- | ---------- | --------------- | -------- | ----------------------------------------------------------------------- |
| 初 | 井原良太郎 | 2024年2月18日 - | 1        | 初代バンタム王座決定トーナメントにより獲得 ○ 冨澤大智（BreakingDown12） |

### トーナメント優勝
| 開催期間                       | 選手名     | トーナメント名称                         |
| ------------------------------ | ---------- | ---------------------------------------- |
| 2021年11月27日                 | 井土徹也   | BreakingDown ミドル級 1Dayトーナメント   |
| 2023年11月23日 - 2024年2月18日 | 井原良太郎 | BreakingDown バンタム級王者決定戦        |
| 2024年6月2日 - 2024年9月1日    | NAO        | BreakingDown ライト級王座決定戦          |
| 2024年12月8日                  | YURA       | BreakingDown フェザー級 1Dayトーナメント |

## 大会一覧
| 大会名                  | 開催年月日     | 会場                                           | 開催地           |
| ----------------------- | -------------- | ---------------------------------------------- | ---------------- |
| BreakingDown16.5        | 2025年8月10日  | 都内某所                                       | 東京都           |
| BreakingDown16          | 2025年7月13日  | おおきにアリーナ舞洲                           | 大阪府大阪市     |
| BreakingDown15.5        | 2025年5月10日  | 都内某所                                       | 東京都           |
| BreakingDown15          | 2025年3月2日   | 東京ドームシティ内プリズムホール               | 東京都文京区     |
| BreakingDown14.5        | 2025年1月25日  | 都内某所                                       | 東京都           |
| BreakingDown14          | 2024年12月8日  | さいたまスーパーアリーナ・コミュニティアリーナ | 埼玉県さいたま市 |
| BreakingDown13.5        | 2024年10月5日  | 都内某所                                       | 東京都           |
| BreakingDown13          | 2024年9月1日   | アリーナ立川立飛                               | 東京都立川市     |
| BreakingDown12.5        | 2024年6月28日  | 都内某所                                       | 東京都           |
| BreakingDown12          | 2024年6月2日   | アリーナ立川立飛                               | 東京都立川市     |
| BreakingDown11.5        | 2024年3月30日  | 都内某所                                       | 東京都           |
| BreakingDown11          | 2024年2月18日  | 東京ドームシティ内プリズムホール               | 東京都文京区     |
| BreakingDown10          | 2023年11月23日 | さいたまスーパーアリーナ・コミュニティアリーナ | 埼玉県さいたま市 |
| BreakingDown9.5         | 2023年10月8日  | 都内某所                                       | 東京都           |
| BreakingDown9           | 2023年8月26日  | アリーナ立川立飛                               | 東京都立川市     |
| BreakingDown8.5         | 2023年7月1日   | 都内某所                                       | 東京都           |
| BreakingDown8           | 2023年5月21日  | 東京ドームシティ内プリズムホール               | 東京都文京区     |
| BreakingDown7.5         | 2023年3月31日  | 非公開                                         |                  |
| BreakingDown7           | 2023年2月19日  | 幕張メッセ                                     | 千葉県千葉市     |
| BreakingDown6.5         | 2022年12月4日  | 非公開                                         |                  |
| BreakingDown6           | 2022年11月3日  | 非公開                                         |                  |
| BreakingDown5.5         | 2022年8月16日  | 都内某所                                       | 東京都           |
| BreakingDown5           | 2022年7月17日  | 非公開                                         |                  |
| BreakingDown4           | 2022年3月21日  | 非公開                                         |                  |
| BREAKING DOWN 第3回大会 | 2021年11月27日 | 非公開                                         |                  |
| BREAKING DOWN 第2回大会 | 2021年9月26日  | 非公開                                         |                  |
| BREAKING DOWN 第1回大会 | 2021年7月4日   | トライフォース赤坂                             | 東京都港区       |

## 出場者

### 主なオーディション参加者
| 主なオーディション参加者 | 主なオーディション参加者 | 主なオーディション参加者 | 主なオーディション参加者                                                                                             |
| 大会名 | ひな壇 | 参加者 | 特別参加 |
| --- | --- | --- | --- |
| BreakingDown4 | 瓜田純士、久保田覚、後藤祐樹、モハン・ドラゴン、山田豊二 | こめお、山川そうき、三崎優太、鈴木大輔(10人ニキ)、にっけんくん、へずまりゅう、てる、井原涼 | |
| BreakingDown5 | 瓜田純士、久保田覚、モハン・ドラゴン、川島悠汰、にっけん君、こめお、山川そうき、ジョリー、てる、捧拓将、宮島翔、小倉將裕、井原涼 | としぞう、咲人、平石光一、チョン・ツーウェイ、松葉大輝、べーやん、信原空、鈴木大輔(10人ニキ)、山本隆寛、ハイメ、啓之輔、大山田涼太郎(醤油ニキ)、細川貴之、飯田将成、仲村光(バン仲村)、ごうけつ、ポーランドの刺客、へずまりゅう、坂本瑠華、白花こう、青山あいり | ピーター・アーツ、てんちむ、木下優樹菜、ありしゃん(ヘラヘラ三銃士)                                                   |
| BreakingDown6 | 瓜田純士、久保田覚、後藤祐樹、モハン・ドラゴン、山本隆寛、川島悠汰、こめお、山川そうき、ジョリー、てる、飯田将成、バン仲村、としぞう、咲人、平石光一、チョン・ツーウェイ、信原空、ヒロヤ、西谷大成、三崎優太、醤油ニキ、ポーランドの刺客 | 冨澤大智、虎之介、ジョーブログ、山本隆寛、殴られ屋KENJI、坂口杏里、いーたろ、みらたむ、緒方友莉奈、へずまの嫁、ちゃんよた、土木ネキ(坂本瑠華)、いわち、和田せりな、おでんツンツン男、エド、梵頭、アドリブまさお、池水達也、SATORU、秀虎、阪田壮亮、舞杞維沙耶、啓之輔、黒石高大、高垣勇二、萩原裕介、樋口武大 | ぱんちゃん璃奈(特別審査員)、ひろゆき(アドバイザー)                                                                   |
| BreakingDown7 | 瓜田純士、川島悠汰、こめお、山川そうき、ジョリー、飯田将成、バン仲村、勾配ニキ(信原空)、ヒロヤ、西谷大成、ポーランドの刺客、アドリブまさお、SATORU、啓之輔、高垣勇二、萩原裕介、樋口武大、宮島翔、安井飛馬、10人ニキ、YUSHI、斎藤健太、土方ネキ(坂本瑠華)、へずま嫁、いわち、いーたろ、せりな | ぬりぼう、本多スイミングスクール、田上健太、MASAMUNE、須藤和也、かまる、としぞう、咲人、近藤優太、おでんツンツン、久保田覚、外枦保尋、山本隆寛、醤油ニキ、横田一則、八須拳太郎、平石光一、モハン・ドラゴン、はろーあにー、結城るみな、ゆっちゃん、志築杏里、宮里かおり、アルティメット ミキ、あちゅ、秀虎、阪田壮亮、ほっそん、てる、にっけん君、ベルサイユ理事長、桝充喜、エドポロキング、天田ヒロミ、舞杞維沙耶、ノッコン寺田 | 安保瑠輝也 |
| BreakingDown8 | 飯田将成、瓜田純士、バン仲村、ぬりぼう、信原空、てる、啓之輔、10人ニキ、樋口武大、こめお、ジョリー、安井飛馬、川島悠汰、ヒロヤ、エドポロキング、ノッコン寺田、西谷大成、黒石高大、外枦保尋斗、冨澤大智、舞杞維沙耶、かまる、七原嘉輝、山川そうき、醤油ニキ、ほっそん、としぞう、平石光一 | 関谷勇次郎、ドンマイ川端、西島恭平、虎之介、井上力斗、河合悠祐、瓜田ジェリア、戸塚悠人、LARGE HIGH、清水良太郎、グレートサタ、イヌイサン、YURA、北代祐太、知念勝太、渡部あきのり、丸田喬仁、松井健、邪鬼、ホール・大雅・レオン、かずややねんけど、土木ネキ(坂本瑠華)、原田優奈、いわち、泉あお、ひかぴー、OJ、パク・ウォンシク、パク・ヒョングン、イ・サングン、コ・ソクチョル、キム・ジェフン、H・ユジン、ユン・ヒョンビン、キム・アムゲ、イ・サンイル、ジョン・ジェイル、Mr.ホンデ、咲人                                         | 秋山成勲 |
| BreakingDown9 | 川島悠汰、ノッコン寺田、西谷大成、キム・ジェフン、パク・ヒョングン、舞杞維沙耶、秀虎、小柴亮太、ダンチメンあつき、10人ニキ、山川そうき、安井飛馬、ほっそん、虎之介、松井健、にっけん君、YURA、関谷勇次郎、西島恭平、ぬりぼう、外枦保尋斗、ひかぴー、としぞう、ポーランドの刺客、山本隆寛、咲人、高垣勇二、齋藤健太、樋口武大、冨澤大智、こめお                                                                                | 星野大介、中岸風太、奥野卓志、所沢のタイソン、サップ西成、ブレイキングオタクリョウ、七原嘉輝、たつ、ハイメ、レオ、やまかわしょうた、城田純、高江達二、フクタロス、ツルツルジャック(秋元優也)、いーたろ、油浦桃、胡桃そら、坂本瑠華、こまち、泉あお、岩元駿介、横谷祐紀、サカキマキオ、森、かずきんぐ、竜毅、瓜田ジェリア、武神會源太、セルゲイ、ジェロム・レ・バンナ、ボブ・サップ、アルバート・クラウス、ボヤン・コセナル、リオ・リチャードソン、シェリフ・ラロッシ、イリヤス・ブキョウア、サム・ルサガラ、ジョナス・アドリアンス | ピーター・アーツ、アーネスト・ホースト、喧嘩最強決定戦出場者                                                         |
| BreakingDown10 | 川島悠汰、細川一颯、外枦保尋斗、山本隆寛、YURA、10人ニキ、樋口武大、バン仲村、ほっそん、森、井上力斗、シェンロン、レオ、ヒロ三河、貴aka悪魔王子、啓之輔、黒石高大、関谷勇次郎、高垣勇二 | SATORU、サップ西成、アンディ南野、奥野卓志、松井健、杉本祥、SAIGO、才賀紀左衛門、邪鬼将矢、大威、リトルモンスター(福井悠太)、せーや、村田将一、トニー、カンジ、ダイスケ、安藤叶華、サカキマキオ、須藤大輝 | 第2回喧嘩最強決定戦出場者、バンタム級王者決定戦出場者                                                                |
| BreakingDown11 | 川島悠汰、ジョリー、てる、細川一颯、外枦保尋斗、井上力斗、LARGE HIGH、樋口武大、YURA、ポーランドの刺客、邪鬼将矢、カンジ、村田将一、西島恭平、尾田優也、よーでぃー、安藤叶華、布谷天志、サカキマキオ、レオ、虎之介、10人ニキ【登竜門】関谷勇次郎、山本隆寛、秋元優也、ほっそん、須藤大輝、松井健、モハン、にっけん君、かずきんぐ、ハイメ、舞杞維沙耶                                                                          | 野田蒼、最希んぐ、大威、山本大雅（足ポキニキ）、よしきまる、有馬雄生、むらけん、たつ、茂木優樹、阿部泰斗、サップ西成、橋本七生、桃太郎、RYOTA、江畑秀範、ヒロ三河、貴aka悪魔王子、大島渓太郎、前田島純、間宮晃仁、金田一孝介、明月院秀政、佐藤崚汰、瓜田純痔、パン仲村、咲人、フアン・ホセ・ランダエタ、ぬりぼう、サイトウ、チョン・ツーウェイ | 安保瑠輝也、エンセン井上、安井飛馬、西谷大成、喧嘩最強決定戦大阪代表および埼玉・大宮代表、バンタム級王者決定戦出場者 |
| BreakingDown12 | ジョリー、てる、井上力斗、井原良太郎、村田将一、リキ、よーでぃー、萩原裕介、SATORU、シモミシュラン、こめお、カウアン・オカモト、足ポキニキ、ヒロ三河、貴aka悪魔王子、前田島純、咲人、金田一孝介、爆音那智、舞杞維沙耶、ホール・大雅・レオン【登竜門】関谷勇次郎、RYOTA、としぞう、きょうすけ、ぬりぼう、メカ君、有馬雄生、LARGE HIGH、むらけん                                                                                | sakkki、サイコ松本、安保ソラ、赤パンニキ、ゆうと、我龍真吾、殴られ屋ウルス、ポーランドの刺客、生田侑希、寿希也、こゝろ荒木、ダモ好き、冨澤大智、よしきまる | 安保瑠輝也、スダリオ剛、前田日明、黒石高大、久保田かずのぶ (とろサーモン)、YUSHI、ライト級王座決定戦出場者           |
| BreakingDown13 | 細川一颯、井原良太郎、川島悠汰、ジョリー、ポーランドの刺客、リキ、啓之輔、村田将一、よしきまる、としぞう、10人ニキ、カウアン・オカモト、足ポキニキ、サイコ松本、sakkki、赤パンニキ、メカ君、寿希也、ダモ好き、ヒロ三河、SATORU、爆音那智、舞杞維沙耶、金田一孝介、外枦保尋斗、金森雄大、アンドレ【登竜門】関谷勇次郎、虎之介、よーでぃー、西島恭平、ゆうと、阿部泰斗、生田侑希、貴aka悪魔王子、松井健、大島渓太郎             | ナオキ、野田蒼、にっけん君、幕大輔、咲人、しょーや、タイセイ、かずきんぐ、最希んぐ、西垣龍志、徳田洋、ちぃたん☆、ぬりぼう、むらけん、本多スイミングスクール、龍志、玄太郎、七瀬嘛雪璃、さわむー、Yoshihito | 木村フィリップミノル、アメリカ合衆国対抗戦出場者、ライト級王座決定戦出場者                                           |
| BreakingDown14 | 井原良太郎、細川一颯、NAO、YURA、川島悠汰、SATORU、萩原裕介、10人ニキ、大野篤貴、井上力斗、ヒロ三河、よーでぃー、リキ、メカ君、サイコ松本、よしきまる、寿希也、赤パンニキ、たつ、足ポキニキ、キム・ジェフン、殴られ屋ウルス、爆音那智、舞杞維沙耶、西谷大成【登竜門】関谷勇次郎、外枦保尋斗、阿部泰斗、貴aka悪魔王子、野田蒼、西島恭平、前田島純、ナオキ、龍志、ケオン                                                        | 知念勝太、金森雄大、サップ西成、あたくさ、しょーや、三河拳士、竹田哲紳、なぎ、むらけん、マゾくん、ミニGACKT、せーや、冨澤大智、安保璃紅、MASANARI、杉村昂汰、江口響、ZENKI、小宮山工介、ハート様、八須拳太郎、藤戸さゆり、小島みゆ、あちゅ、志築杏里、齊藤勇貴、野々村壮太、こめお、レオ、バン仲村 | タイソン・ナム、キャメロン・エルス、ピーター・ダネソ、アラン・べゴッソ                                               |
| BreakingDown15 | 井原良太郎、細川一颯、川島悠汰、てる、としぞう、SATORU、萩原裕介、大野篤貴、井上力斗、リキ、サップ西成、村田将一、よーでぃー、よしきまる、足ポキニキ、赤パンニキ、寿希也、野田蒼、杉村昂汰、三河拳士、舞杞維沙耶、爆音那智【登竜門】関谷勇次郎、外枦保尋斗、西島恭平、レオ、かずきんぐ、たつ、サイコ松本、阿部泰斗、ケオン、なぎ、ナオキ、カウアン・オカモト                                                                  | Highエナ、ひかるん、佐藤優真、相関慶人、サイトウ、やまかわしょうた、飯田将成、岡康平、佐々木キッド楓、萩蔵、せーや、咲人、安保璃紅、秀虎、TETSU、MAX吉田、きむにーくん、坂前由基、Jay飛龍、傾奇者、J、あやと、西田康平、村澤秀実、適当人間、山本新、麦わらのユウタ、安仁屋、上野貫太、TOMOYUKI | 赤沢幸典、喧嘩最強決定戦北海道代表および沖縄代表                                                                     |
| BreakingDown16 | 井原良太郎、YURA、NAO、川島悠汰、10人ニキ、ジョリー、てる、SATORU、外枦保尋斗、大野篤貴、虎之介、サップ西成、細川一颯、村田将一、メカ君、金田一孝介、レオ、よーでぃー、よしきまる、寿希也、野田蒼、傾奇者、ヒロ三河、舞杞維沙耶、竜、藤井啓輔、啓之輔、竹見浩史郎、有馬雄生、山下源太【登竜門】関谷勇次郎、西島恭平、龍志、ケオン、なぎ、楓、LARGE HIGH、たつ、秀虎、マゾ君、サイコ松本、ほっそん、カンジ、かずきんぐ、sakkki | 伊藤諒、前田海人、内藤裕、マイル、ニンニクマン、ライフ、杉本聖弥、江田雄一、瓜田純士、森、生田侑希、誠、サカキマキオ、松井健、小林正也、修羅斗、aren、上村尚太郎、草場健氏楼、山本隆寛、コウキ、ナマポニキ、ドラゴン、メリケンくん、権藤翔太、太陽、秋元優志、西谷大成、池田晃樹、leo、Zeeep、King、よねさん、バビディ大竹、アマリザ、アンディ南野、しょーた、高橋知哉、赤沢幸典、赤パンニキ、ぶるちゃん、加勢紘士、近藤陸、西村陽登、富永啓悟                                                                                     | 飯田将成、秋元強真、伊師美和、喧嘩最強決定戦大阪代表および茨城代表、把瑠都凱斗、TEAM大和魂                           |
| BreakingDown16.5 | HIROTO、水口太陽、鎌ダ雅也、長谷川拓也、修羅斗、龍志、佐々木KID楓、せーや、なおた、ニンニクマン、イマフィドン・レオン、メカ君、KINGカズ、佐藤陸、秋元優志、関谷勇次郎、外枦保尋斗、太陽、草場健氏楼、しょーや、ぶーちん、足ポキニキ、ゆうと、としぞう、竹見浩史郎 | HIROTO、水口太陽、鎌ダ雅也、長谷川拓也、修羅斗、龍志、佐々木KID楓、せーや、なおた、ニンニクマン、イマフィドン・レオン、メカ君、KINGカズ、佐藤陸、秋元優志、関谷勇次郎、外枦保尋斗、太陽、草場健氏楼、しょーや、ぶーちん、足ポキニキ、ゆうと、としぞう、竹見浩史郎 | 萩原裕介、伊師美和                                                                                                   |
| \| 出典 \| \| ------------------------------------------------------------------------------------------------------------------------------------------------------------------------------------------------------------------------------------------------------------------------------------------------------------------------------------------------------------------------------------------------------------------------------------------------------------------------------------------------------------------------------------------------------------------------------------------------------------------------------------------------------------------------------------------------------------------------------------------------------------------------------------- \| \| BreakingDown4のオーディション[609][610][611] BreakingDown5のオーディション[612][613][614][615] BreakingDown6のオーディション[616][617][618][619][620] BreakingDown7のオーディション[621][622][623][624] BreakingDown8のオーディション[625][626][627][628][629][630] BreakingDown9のオーディション[631][632][633][634][635][636] BreakingDown10のオーディション[637][638][639][640][641] BreakingDown11のオーディション[642][643][644][645][646][647] BreakingDown12のオーディション[648][649][650][651][652] BreakingDown13のオーディション[653][654][655][656][657] BreakingDown14のオーディション[658][659][660][661][662] BreakingDown15のオーディション[663][664][665][666][667] BreakingDown16のオーディション[668][669][670][671][672] BreakingDown16.5 ミニオーディション[673] \| | | | |
| 出典 | | | |
| BreakingDown4のオーディション BreakingDown5のオーディション BreakingDown6のオーディション BreakingDown7のオーディション BreakingDown8のオーディション BreakingDown9のオーディション BreakingDown10のオーディション BreakingDown11のオーディション BreakingDown12のオーディション BreakingDown13のオーディション BreakingDown14のオーディション BreakingDown15のオーディション BreakingDown16のオーディション BreakingDown16.5 ミニオーディション | | | |

## 配信・視聴方法
公式動画配信サービス『BreakingDown LIVE』およびABEMA PPV ONLINE LIVEで配信されている。
第1回大会から第5回大会までは朝倉未来公式YouTubeチャンネルにて全試合無料配信され、第6回大会以降は一部無料配信となった。
ABEMAでのPPVライブ配信は第1回大会から開始し、『BreakingDown LIVE』は2022年6月30日(「BreakingDown5」以降)からサービスを開始した。
「.5シリーズ」においては「BreakingDown5.5」から「BreakingDown9.5」まで朝倉未来公式YouTubeチャンネルにて全編無料生配信され、「BreakingDown11.5」以降は一部無料配信となった。
第4回大会から開始した出場選手の選考オーディションの模様は朝倉未来公式YouTubeチャンネルで配信されている。

### 実況MC
- 田中大貴[681] - 第2回大会以降(「5.5」、「14.5」を除く)
- 清野茂樹[682] - 第1回大会、「BreakingDown5.5」
- 柴田将平[683] - 「BreakingDown14.5」

### 主なゲストコメンテーター
- 白鳥大珠[684]
- てんちむ[685]
- ありしゃん(ヘラヘラ三銃士)[494][497]
- 丸藤正道[494]
- ひろゆき[494][498][497]
- Zeebra[494]
- 10人ニキ[494]
- 坂口杏里[685][686][687]
- YUSHI[688]
- 西岡剛[689][495]
- 明日花キララ[690][495][497]
- 安藤美姫[495]
- エハラマサヒロ[495]
- ボビー・オロゴン[495]
- カジサック[495][496]
- DJ社長[495]
- 大原優乃[495]
- 宮迫博之[496]
- くりえみ[497]
- 久保田かずのぶ (とろサーモン)[691][497]
- 鬼越トマホーク[497]
- 山本圭壱 (極楽とんぼ)[692]
- 粗品 (霜降り明星)[693][694]
- 瑛人[695]
- 南りほ[696]
- 福岡みなみ[697]
- 関根勤[698]
- 三池崇史[699]
- ヒコロヒー[700]
- 勝俣州和[701]
- 葉月あや[702]
- やべきょうすけ[703]
- 島田晴香[704]
- 木下暖日[705]
- 吉澤要人[706]
- 田中美久[707]
- 鈴木ふみ奈[708]
- misono[709]
- ジョーブログ[710]
- HIRO（安田大サーカス）[711]
- DJ TIARA[712]

### 主なリポーター・選手インタビュアー
- えがさり[494][495]
- ヘラヘラ三銃士[713]
- 木下優樹菜[714][715][494]
- 明日花キララ[714][494]
- 安藤美姫[714][494]
- エハラマサヒロ[494]
- 田辺莉咲子[716][717][494][496]
- 小島みゆ[718][494][495]
- 神崎紗衣[495]
- 立川みくの[719]
- 川道さら(くろがねさら)[720][721][722]
- 歩乃華[723]
- 葉月あや[724]
- 芹野莉奈[725]

## 関連作品・番組など

### 楽曲
- 「Blaze in the Cage」 - 公式テーマ曲[726][727]

### ラジオ
- BreakingDown RADIO (2022年10月9日 - 2023年9月27日、ニッポン放送)

パーソナリティは荘口彰久、YUGO(2023年6月28日まで)。

### 書籍
- 超BREAKING DOWN ブレイキングダウン公式BOOK (2023年5月30日、宝島社、ISBN 978-4-299-03807-4)[730]

### インターネットテレビ
- Breaking Downドッキリ (2024年7月26日 - 2024年10月7日、ABEMA)[731][732][733]

### アプリ
- BreakingDown Club (2022年12月4日 - )[734]

### 漫画
- 『BREAKING DOWN〜成り上がってやる、絶対に〜』 (2024年4月29日、CLLENN) - 縦読み漫画のデジタルコミック[735]。
- 『BLUE FIGHT〜蒼き若者たちのブレイキングダウン〜』(2024年10月11日 - 、脚本・樹林伸、漫画・五褒美、週刊ヤングマガジン) - 連載[736][737]

### 映画
- 『BLUE FIGHT 〜蒼き若者たちのブレイキングダウン〜』（2025年1月31日公開、監督・三池崇史）[738]

### パンチングマシーン

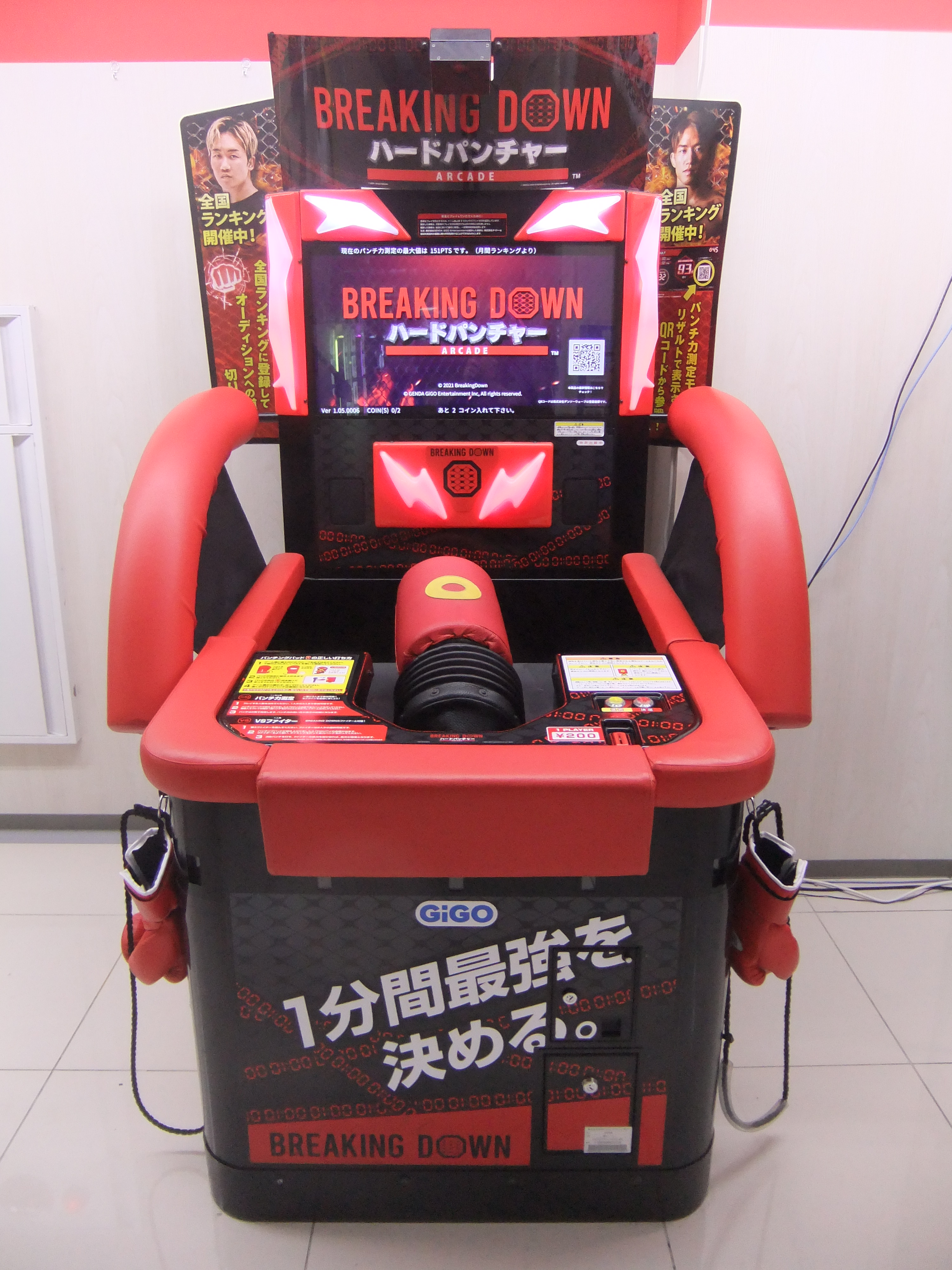
BreakingDown ハードパンチャー ARCADE

- BreakingDown ハードパンチャー ARCADE

GENDA GiGO Entertainmentとの共同企画。溝口が代表を務めるBACKSTAGEとGENDA GiGO Entertainmentの共同運営。2024年春から全国のGiGO店舗で設置。

## 冠協賛
- SHARE JEWEL (4)[740]
- 喧嘩道 (5、6、7、8、9)[56][87][741][153][742]
- SAWA (5.5)[743]
- KENKA METAVERSE (6.5)[744]
- XANA (7.5、8.5、9.5)[745][746][678]
- 拳極 (10、11)[747][748]
- ポスティングテクノロジーズ (11.5)[749]
  - ポスティングホールディングス (13.5、14.5)[750][751]
- SILK THE RICH (12、13、14、15)[752][753][754][755]
- HERO'ZZ (12.5)[756]
- REAL VALUE（15.5）[757]
- OKAMI PROJECT（16）[758]
- Levela（16.5）[759]

## スタッフ
- 代表取締役社長(CEO) - 朝倉未来[2]
- COO兼国内事業代表 - 溝口勇児[100]
- スペシャルアドバイザー - 朝倉海、白川陸斗[2]

### ラウンドガール
名称はBreaking Girl (ブレイキングガール)。
- 初代Breaking Girl[761][762][763] - 蒼乃茜、尾崎明日香、竹内花[764]、月城まゆ、美音咲月

- 2代目Breaking Girl[765][766][767][768] - さゆり(藤渡小百合)[769]、花咲れあ、ゆでたまご、平瀬あいり、ひかる

- 3代目Breaking Girl[770][771] - ゆな、白咲はな、海里、林あいり、楓[772]

- 4代目Breaking Girl[773] - HARUKA（CYBERJAPAN DANCERS）、KYON（同）、日南まみ、蒼水天彩